# Économie de la Tunisie
Vous lisez un « article de qualité » labellisé en 2007.
L'économie de la Tunisie est inscrite dans un processus de réformes économiques et de libéralisation à partir de 1986 après trois décennies de dirigisme et de participations de l'État à l'économie. Avec, à partir du 1er janvier 2008, l'ouverture à la concurrence mondiale par l'entrée en vigueur de l'accord de libre-échange conclu avec l'Union européenne en 1995, l'économie tunisienne fait face à des défis de mise à niveau de pans entiers de son économie tout en bénéficiant d'une croissance économique annuelle soutenue de l'ordre de 5 % par an depuis une dizaine d'années.
L'économie de la Tunisie est historiquement liée à l'agriculture (blé, olives, dattes, agrumes et produits de la mer), aux mines et à l'énergie (grand producteur de phosphates et dans une moindre mesure d'hydrocarbures), au tourisme (6,5 millions de touristes en 2006) et aux industries manufacturières (textiles, agroalimentaire et électro-mécaniques) dans une perspective extravertie (grand nombre d'entreprises industrielles totalement ou partiellement exportatrices). Ainsi, son économie diversifiée la distingue de celle de la plupart des États des régions africaine, nord-africaine et moyen-orientale. Par rapport aux autres pays du Maghreb (Algérie et Maroc), elle se hisse à la deuxième place pour le revenu par habitant, et deuxième pour le niveau de développement derrière l'Algérie.
L'économie tunisienne, qui bénéficie désormais d'un degré d'insertion dans les échanges mondiaux parmi les plus élevés du monde, est distinguée au Forum économique mondial sur l'Afrique, tenu du 13 au 15 juin 2007, comme la 1re économie la plus compétitive d'Afrique, devançant l'Afrique du Sud, et la 29e sur 128 au niveau mondial.

## Histoire

### Nationalisations (1956-1961)
À la proclamation de l'indépendance en 1956, le pays ne dispose pas des atouts de ses voisins maghrébins : terres agricoles moins productives, infrastructure portuaire moins développée, marché intérieur étriqué, épargne faible et écornée par l'émigration des populations d'origine européenne et relations avec les milieux d'affaires français réduits, chômage élevé et équipement industriel embryonnaire. Le taux de croissance annuel de 4,7 % des années 1950 à 1954 tombe même à 2,8 % durant la période d'autonomie puis d'indépendance (jusqu'en 1960). La priorité établie par le nouveau président Habib Bourguiba est alors de libérer l'économie nationale du contrôle français qui avait favorisé l'agriculture et l'extraction minérale, mais avait, en grande partie, négligé l'industrie,, la Tunisie étant alors le pays le moins industrialisé du Maghreb.
Entre 1956 et 1960, presque la totalité des 12 000 fonctionnaires français travaillant pour l'administration tunisienne sont rapatriés. Pour affirmer le contrôle public dans les secteurs-clefs, le gouvernement crée la Société nationale des chemins de fer tunisiens en 1956, prend en main la direction du secteur bancaire et quitte la zone franc en 1958 et nationalise, entre 1959 et 1960, les sociétés d'électricité, de gaz naturel et d'eau.
En 1959, elle prend ses premiers contacts avec la Communauté économique européenne (CEE) et, en 1960, nationalise les sociétés de transport : le gouvernement acquiert 50 % de la compagnie aérienne Tunisair et crée la Compagnie tunisienne de navigation. Dans le même temps, par la promulgation de la loi no 58-109 du 18 octobre 1958, le dinar tunisien devient la monnaie officielle et remplace le franc tunisien à un taux de 1 dinar pour 1 000 francs. Tout cela n'est toutefois pas encore synonyme d'une orientation socialiste, l'objectif étant de renforcer le contrôle du nouvel État indépendant tout en maintenant une politique libérale basée sur la promotion de l'investissement et du commerce extérieur. Ainsi, pendant les cinq premières années, l'État offre des incitations fiscales et des facilités de crédit afin de motiver le secteur privé à jouer un rôle plus important.

### Expérience socialiste (1961-1969)
Au début des années 1960, les phosphates produits dans la région de Gafsa — de faible teneur en acide phosphorique et nécessitant leur transformation en superphosphates — et l'huile d'olive constituent les principales sources de revenus extérieurs tandis que les revenus touristiques sont inexistants avec à peine 52 700 visiteurs étrangers en 1962. Le seul grand projet industriel, les Industries chimiques maghrébines basées à Gabès, servira de pôle de développement du sud du pays avant l'avènement du tourisme.

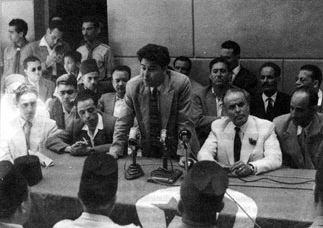
Bourguiba avec Ben Salah lors d'un meeting en 1963.

Dans ce contexte, l'importance croissante de l'Union générale tunisienne du travail (UGTT) dans les choix économiques par l'action de son secrétaire général, Ahmed Ben Salah, mène le pays vers l'adoption de mesures collectivistes dans l'économie. En 1961, les responsables politiques optent pour cette nouvelle stratégie et commencent à élargir le contrôle étatique sur tous les domaines de l'économie. Cette réorientation est marquée par deux décisions importantes prises durant cette période : la première est la création d'un grand ministère du Plan auquel sont ajoutés les ministères de l'Économie, des Finances, de l'Agriculture, du Commerce et de l'Industrie. Ben Salah en prend la direction et contrôle ainsi la totalité de la politique économique avec l'assistance d'une équipe de jeunes économistes dont Mansour Moalla. La deuxième est l'adoption d'un plan de développement courant sur dix ans (1962-1971) lequel est basé sur les résolutions du congrès de l'UGTT de 1956. Les objectifs principaux de ce plan sont la « décolonisation économique », l'amélioration du niveau de vie de la population, la réduction de la dépendance des capitaux extérieurs (et donc une meilleure autosuffisance) et la création d'un marché national. Cette phase est le témoin d'une accélération du processus de collectivisation, en particulier dans le secteur agricole.
En mai 1964, l'Assemblée nationale décrète l'expropriation des terres en possession étrangère — appartenant principalement à des familles françaises mais aussi italiennes — afin d'établir 300 fermes coopératives d'État. La France gèle alors toute aide financière à la Tunisie, plongeant ainsi le pays dans une crise économique sérieuse. En juillet 1966, le président Bourguiba effectue une tournée en Europe et aboutit au lancement de négociations qui conduisent à la signature d'un premier accord commercial le 28 juillet 1969 à Tunis. Paradoxe toutefois puisque le taux de collectivisation atteint alors 90 % dans le secteur agricole,. En août, le secteur public englobe le commerce de gros et le commerce de détail, une partie importante de l'industrie et du secteur bancaire ainsi que les transports, l'électricité et les mines qui étaient déjà sous le contrôle de l'État. Seul le secteur du tourisme, que les autorités commencent à développer, échappe à une gestion entièrement étatique.

### Capitalisme sous contrôle (1970-1981)
L'expérience coopérative dure jusqu'en septembre 1969 lorsque Bourguiba suspend Ben Salah de ses fonctions à la suite de la parution d'un rapport confidentiel de la Banque mondiale sur le déficit des entreprises publiques et aux pressions de l'aile pragmatique du parti. Les coopératives seront toutefois maintenues jusqu'en mars 1970 et le mouvement aura engendré une série de créations industrielles et lancé l'implantation de l'activité touristique illustrée par la création de la Société hôtelière touristique et de transport. Avec l'arrivée d'Hédi Nouira, pragmatique gouverneur de la Banque centrale hostile au collectivisme, au ministère de l'Économie puis au Premier ministère, la Tunisie se réoriente vers l'économie de marché et la propriété privée. Avec l'appui financier de la Société tunisienne de banque d'Abdelaziz Mathari, le nouveau gouvernement encourage alors un retrait de l'État du secteur industriel en l'ouvrant à l'investissement privé. Nouira procède également à la création de nouvelles institutions dont le but est de promouvoir le secteur privé, telles que l'Agence de la promotion de l'industrie, avec l'objectif de rationaliser, moderniser et simplifier la politique industrielle.
Durant la décennie des années 1970, la Tunisie connaît une expansion du secteur privé et un développement rapide de l'emploi manufacturier, encouragé par la prolongation et l'élargissement de l'accord avec la CEE grâce au commissaire Claude Cheysson. Le pays enregistre ainsi une croissance moyenne de 8,4 % par an et voit quadrupler le revenu par habitant qui passe de 314 à 1 351 dollars. Toutefois, la structure de l'industrialisation se caractérise par une concentration sectorielle et régionale. À la fin de 1977, 54 % des investissements et 87 % des emplois créés se trouvent dans le domaine du textile et l'industrie de l'habillement et du cuir. En outre, les nouvelles entreprises sont concentrées dans peu de régions, ce qui renforce davantage les disparités régionales et encourage les migrations vers le nord-est du pays et l'urbanisation. En réalité, le retour à une économie de marché est moins décisif qu'annoncé : la Tunisie maintient largement le subventionnement de certains prix, le secteur financier est entièrement géré par le gouvernement et l'économie est protégée par des droits de douane très élevés et des restrictions d'importation. Cependant, l'économie bénéficie de résultats positifs bénéficiant des deux chocs pétroliers (1973 et 1979), qui font augmenter les prix du pétrole et des phosphates, mais aussi grâce à une production agricole en hausse et à des recettes touristiques plus élevées,. Dans ce contexte de relance économique, le secteur public demeure dominant mais recule avec une dissociation progressive entre des secteurs ouverts à une dose de concurrence extérieure et ceux destinés au marché intérieur et qui bénéficient de rentes de situation. Cette timide ouverture permet la création de nouveaux emplois et, par conséquent, le développement d'une meilleure mobilité sociale de la jeunesse nouvellement instruite et la croissance d'une classe moyenne.

### Crise économique (1982-1986)
La Tunisie est trop dépendante des recettes pétrolières et est pénalisée par son endettement extérieur, grevant les finances publiques qui assurent jusque-là le subventionnement des prix. De plus, elle n'a pas de base productive suffisante pour être en mesure d'absorber le surplus de travailleurs et d'exporter une gamme de produits diversifiée et compétitive. Le manque d'investissement de l'État dans les infrastructures entrave encore la croissance et dissuade les investisseurs privés.
C'est pourquoi le VIe plan de développement (qui commence en 1982) est conçu pour introduire les ajustements économiques nécessaires pour préparer la Tunisie à une période marquée par la baisse des recettes pétrolières. L'investissement se dirige principalement vers les industries non-pétrolières. Par ailleurs, la dette extérieure et la balance des paiements sont sévèrement contrôlées, l'investissement public réduit et la consommation soumise à des mesures restrictives par un gel des salaires et des restrictions supplémentaires à l'importation. Pourtant, la plupart des objectifs du plan n'aboutissent pas : la croissance du produit intérieur brut (PIB) reste sous les 3 %, le déficit du compte courant s'élève à 7,8 % du PIB et la dette extérieure s'élève à 56 % du PIB. En janvier 1984, suivant les recommandations du Fonds monétaire international, le gouvernement augmente le prix du pain et de la semoule. Après une semaine d'émeutes et de répression, Habib Bourguiba renonce aux augmentations, mais l'orientation générale de l'économie n'avait pas changé : désengagement de l'État et quête de compétitivité à l'exportation en s'appuyant sur l'avantage comparatif d'une main-d'œuvre bon marché et d'une fiscalité complaisante.
En outre, entre 1985 et 1986, le prix du pétrole baisse, une série de sécheresses frappe le pays et le salaire des travailleurs diminue. En 1986, la Tunisie connaît sa première année de croissance négative depuis son indépendance. Les agitations sociales augmentent de façon dramatique pendant cette période et l'Union générale tunisienne du travail, qui critique ouvertement la politique économique adoptée par le gouvernement, organise des grèves et des manifestations contre l'augmentation du chômage et la politique salariale,. Pour y faire face, le président Bourguiba nomme Rachid Sfar Premier ministre, négocie le premier programme national d'ajustement économique ou « Plan d'ajustement structurel » (PAS) et reconnaît enfin la réalité de la crise qui se traduit par l'aggravation de la situation économique et financière. En 1986, le gouvernement se met officiellement d'accord avec le Fonds monétaire international (FMI) sur la mise en place de ce PAS en signant un accord sur un programme de reprise économique sur 18 mois. En 1988, on accorde à la Tunisie le recours à des fonds étendus pour une période de trois ans. Par la suite, la période de prêt est étendue plusieurs fois jusqu'en 1992, mettant en évidence la confiance de l'organisation en l'aptitude du gouvernement à mettre en œuvre une réforme structurelle de l'économie. L'un des objectifs du PAS est la cession totale ou partielle de certains services publics au profit de banques ou de groupes privés.

### Libéralisation de l'économie (1987-1995)
La stratégie du programme est mise en œuvre dans les VIIe et VIIIe plans de développement. Le premier de ces plans est mis au point avec la coopération du FMI et de la Banque mondiale. Il a pour but d'atteindre une stabilité macro-économique et d'introduire les mesures initiales d'une libéralisation structurelle tout en réduisant la dépendance de l'exportation du pétrole. Les résultats ne sont pas stables à cause de la vulnérabilité de l'agriculture et des effets de la Guerre du Golfe. Néanmoins, le plan peut être considéré comme fructueux : les grands déséquilibres internes et externes sont maîtrisés, la dette extérieure reste raisonnable et une croissance du PIB de 4,3 % en moyenne est réalisée. L'objectif principal du plan suivant est d'accroître l'efficacité et de promouvoir les mécanismes du marché. En même temps, le plan est conçu pour surmonter les conséquences sociales et politiques de ses mesures. Les dépenses publiques sont concentrées aux secteurs de la santé, de l'éducation, du logement et des services. La croissance du PIB atteint 4,5 % par an au lieu des 6 % prévus.
Dès le début des années 1980, le gouvernement considère aussi la privatisation des entreprises étatiques pour mettre fin à leur endettement. Le gouvernement ne lance cependant pas de véritables programmes avant 1987. La privatisation se traduit dans un premier temps par la vente de petites et moyennes entreprises avec un bon historique bancaire à des acheteurs tunisiens présélectionnés. Les secteurs concernés sont surtout le tourisme, les matériaux de construction, les textiles, l'industrie agroalimentaire et la pêche, la mécanique et l'électrotechnique. Ratifiant le GATT en 1990 puis adhérant à l'Organisation mondiale du commerce en 1995, la Tunisie doit alors développer la compétitivité de ses produits et améliorer ses avantages comparatifs, pour augmenter les exportations de ses produits et avoir un accès plus libre aux marchés internationaux, par la mise à niveau globale de son économie. De plus, un accord d'association signé avec l'Union européenne le 17 juillet 1995 et entré en vigueur le 1er mars 1998 engendre dès 1996 le démantèlement progressif des barrières douanières jusqu'au 1er janvier 2008,. Dans le même temps, deux zones de libre-échange sont créées à Zarzis et Bizerte : la première est spécialisée dans le secteur pétrolier et voit le jour en 1995 et la deuxième comprend l'industrie et la construction, la réparation de bateaux, la démolition et plusieurs services. Dans ces zones, le terrain appartient à l'État mais il est géré par une entreprise privée. De plus, le gouvernement encourage l'industrie manufacturière produisant uniquement pour l'exportation en lui donnant la possibilité de s'implanter partout dans le pays tout en travaillant sous le règlement des zones de libre-échange.
Ces réformes économiques sont aujourd'hui montrées en exemple par les institutions financières internationales. Néanmoins, le chômage continue de menacer le développement économique et se trouve aggravé par une population active grandissante. En 1997, 63 % des chômeurs étaient âgés de moins de 29 ans et 49 % étaient en chômage de longue durée.

### Mise à niveau de l'économie (1995-2010)
Le processus de mondialisation qui affecte la Tunisie, comme tant d'autres pays en développement, est conçu par le gouvernement comme un « ordre naturel », c'est-à-dire qu'il est obligatoire pour le pays de s'y adapter sous peine de forte dégradation de sa situation économique. Ce discours s'inscrit directement dans la continuité de la rhétorique bourguibienne du développement et du rôle de l'État comme garant de l'unité nationale. La politique d'ouverture mise en route a permis une reprise durable de la croissance économique, contrairement à ce que vivent d'autres pays de la région, mais a contribué dans le même temps à déstructurer le tissu économique en le divisant entre les secteurs concurrentiels et ouverts vers l'extérieur — et bénéficiant, selon la Banque mondiale, de « généreux privilèges » sous la forme de cadeaux fiscaux — et les secteurs fragilisés par un processus d'ouverture auquel ils n'ont pas préparés, notamment dans le secteur stratégique du textile qui représentait près de 50 % des exportations nationales en 2004. La nature même de ce processus, dirigé par l'État tunisien, a permis à ce dernier de conserver une capacité d'intervention importante — il était à l'origine de 49,6 % du total des investissements en 1997 — et de développer de nouveaux secteurs dont celui de l'industrie mécanique et des nouvelles technologies où les ingénieurs tunisiens bénéficient, à compétences égales, d'un salaire moindre que leurs collègues européens. Dès lors, l'un des atouts du pays, selon le ministre de l'Industrie et des PME Afif Chelbi, a été de « miser sur la qualité et exploiter au mieux l'atout de la proximité géographique et culturelle ».
Depuis le lancement du nouveau programme de privatisation en 1987, le gouvernement a totalement ou partiellement privatisé 217 entreprises publiques ou semi-publiques en décembre 2008, dont de grands établissements publics comme Tunisie Télécom, pour une recette globale de 6,013 milliards de dinars, avec une place particulière accordée au secteur des services (53,9 % des entreprises) et de l'industrie (37,8 %). Cette politique a conduit à une modernisation des techniques de production et des procédures de gestion des entreprises et donné un coup de fouet à l'investissement direct étranger. Toutefois, elle n'a pas permis d'augmenter significativement l'investissement productif et la création d'emplois. Par ailleurs, un rapport de la Banque mondiale daté de juin 2004 avait épinglé les « interventions discrétionnaires du gouvernement » et le « pouvoir des initiés » qui affaiblissaient, selon elle, le climat des affaires et les éventuelles prises de risque des investisseurs étrangers. Ce phénomène est renforcé par les créances douteuses des banques publiques tunisiennes, encore majoritaires sur le marché, qui pourrait expliquer en partie le niveau modéré bien que croissant des investissements étrangers. Dans ce contexte, le secteur privé « reste de taille modeste » et se trouve encore majoritairement composé de petites et moyennes entreprises (PME) familiales qui, selon les statistiques de l'Institut national de la statistique, contribuaient tout de même à 72 % du PIB en 2006 contre 63 % en 1997 et employaient trois millions de personnes ; elles réalisaient à la même époque 85 % des exportations et 56 % du volume total des investissements malgré leur dépendance financière à l'État, eu égard au taux élevé du crédit bancaire et aux conditions difficiles pour l'accès au crédit dans un système bancaire majoritairement public malgré les appels du Fonds monétaire international à l'accélération de la réforme et de la privatisation du secteur bancaire.
Par ailleurs, l'absence de préparation de plusieurs secteurs à l'ouverture a conduit au maintien d'un niveau de chômage élevé et variant selon les sources de 13 % à 20 % en raison de la différence entre le nombre des nouveaux emplois créés chaque année et l'augmentation régulière de la population active (85 000 nouveaux travailleurs pour 60 à 65 000 emplois créés). Pourtant, le chômage ne touche pas que les populations les plus vulnérables : le taux de chômage des diplômés de l'enseignement supérieur est ainsi en augmentation depuis plusieurs années. Alors qu'il était de 4 % en 1997 et de 0,7 % en 1984, il atteint 20 % contre une moyenne nationale de 14 %, voire près de 60 % dans certaines filières selon une enquête de la Banque mondiale. Entre 1997 et 2007, leur nombre a été multiplié par trois, passant de 121 000 à 336 000, l'économie n'ayant pas réussi à grossir au même rythme que l'effort de formation, les difficultés de l'enseignement supérieur (marquées par l'écart entre la hausse du financement et la croissance exponentielle du nombre d'étudiants) ne faisant qu'accroître ces problèmes. Une réforme du Code du travail de 1994 a également « favorisé la flexibilité du travail et le développement des emplois précaires » et les différences entre régions et entre catégories socioprofessionnelles auraient tendance à s'accroître avec le temps : la Banque mondiale met ainsi en avant, selon un calcul du plafond de revenu différent de celui retenu par les autorités tunisiennes, une hausse absolue de l'effectif des personnes considérées comme « pauvres » malgré une baisse relative de leur proportion au sein de la population. On peut ainsi constater que l'ouverture du marché tunisien a remis en cause les bases sur lesquelles le régime politique s'est bâti jusque-là, contraignant celui-ci à adapter ces stratégies pour développer l'économie et assurer l'équilibre social. Par ailleurs, le chômage persistant et les difficultés liées à la lente restructuration de l'État laissent une partie de la population en marge du développement économique qui est pourtant le principal fondement de la politique gouvernementale. Toutefois, des réseaux permettent encore de tempérer d'éventuels mécontentements.

### Népotisme sous Ben Ali
À partir du début des années 1990, de nombreuses voix accusent un certain nombre de personnes proches du couple présidentiel de prendre le contrôle de plusieurs pans du tissu économique,. Le groupe, constitué des familles du président Zine el-Abidine Ben Ali et de son épouse Leïla, mettent progressivement la main sur plusieurs secteurs par le biais de détournements, d'intimidations et de spoliations, amassant quelque 3,7 milliards d'euros : la Banque centrale de Tunisie a recensé 180 entreprises qui leur appartiennent. Le système bancaire a été mis à contribution, la Société tunisienne de banque ou encore la Banque de l'habitat leur octroyant des prêts sans garantie, pour des crédits à hauteur de 1,3 milliard d'euros.

Indice de perception de la corruption : la Tunisie occupe en 2017 la sur 180 avec un score de 42.

Belhassen Trabelsi, frère de Leïla, fonde une compagnie aérienne (Karthago Airlines) qui se voit attribuer indirectement les activités de fret, de charter et de catering de la compagnie publique Tunisair, notamment par le biais d'une société dirigée par Slim Zarrouk, l'un des gendres du président ; lorsque la compagnie fusionne avec Nouvelair Tunisie, Trabelsi conserve la tête de la compagnie malgré les 13 % du capital qu'il détient. Son groupe, Karthago, est également actif dans les médias (Mosaïque FM) et possède plusieurs hôtels ; Trabelsi prend aussi le contrôle de la Banque de Tunisie en 2008. Son neveu Imed possède, au travers de Med Business Holding, une dizaine d'entreprises actives dans divers secteurs, dont l'enseigne Bricorama. De son côté, Mohamed Sakhr El Materi, autre gendre du couple présidentiel, contrôle en 2010 quelque 25 % du marché automobile grâce au concessionnaire Ennakl, un élément de son groupe, Princesse El Materi Holding. Il fonde la radio religieuse Zitouna FM, puis la banque islamique Zitouna, et force en 2009 la famille Cheikhrouhou à vendre son groupe de presse, Dar Assabah, qui possède les titres Assabah et Le Temps. Quelques mois avant la chute du régime, il acquiert encore 25 % de l'opérateur téléphonique Tunisiana.
Le 26 janvier 2011, douze jours après la fuite de Ben Ali à la suite de la révolution tunisienne, le gouvernement intérimaire lance une procédure judiciaire pour « acquisition illégale de biens mobiliers et immobiliers » et « transferts illicites de devises à l'étranger » contre le couple présidentiel et plusieurs membres de son entourage. Selon Abdelfattah Amor, président de la Commission nationale d'investigation sur les faits de corruption et de malversation, les membres de la famille présidentielle « avaient tous les droits : autorisations indues, crédits sans garanties, marchés publics, terres domaniales… ».
Le groupe Mabrouk nie pour sa part avoir profité de la position de Marouane Mabrouk, un autre gendre de l'ancien président, pour se développer, malgré sa croissance marquée par la prise de contrôle de la Banque internationale arabe de Tunisie, le lancement des enseignes Monoprix et Géant, de l'opérateur Planet Tunisie, de la radio Shems FM et le partenariat avec France Télécom pour lancer Orange Tunisie dont il détient 51 %. En conflit avec Belhassen Trabelsi, le groupe Loukil affirme pour sa part avoir subi « dix-sept contrôles fiscaux en trois ans » et estime le préjudice à cinq millions d'euros.

### Période post-révolutionnaire (depuis 2011)
Pour l'année 2012, le programme économique du nouveau gouvernement table sur une prévision de croissance de 3,5 %. Les programmes économiques des différents partis politiques ne présentent pas beaucoup de changements par rapport à la période précédente, les revendications économiques de la révolution n'ont pas encore trouvé de réponses. Entre 2013 et 2019, le pays reçoit un total de 4,65 milliards de dollars de prêts du Fonds monétaire international (FMI).
En octobre 2022, au bord de l'asphyxie, l'économie tunisienne bénéficie d'un prêt sur quatre ans de 1,9 milliard de dollars octroyé par le FMI. Par ailleurs, les entreprises publiques endettées, chargées de l'importation des matières premières nécessaires aux produits de base subventionnés (sucre, huile, pain, carburant, etc.), peinent à payer leurs fournisseurs. Le pays, à court de liquidité, commence donc à faire face à des pénuries de carburant et de denrées alimentaires. Le 14 décembre 2022, le FMI annonce pourtant retirer de l'ordre du jour l'examen du dossier élaboré avec la Tunisie. Ce revirement soudain met alors à mal les perspectives tunisiennes bien que le dossier n'est pour autant pas clôt.
En janvier 2023, Marouane Abassi, gouverneur de la Banque centrale de Tunisie, prévient que sans accord avec le FMI, son pays ne résistera pas à la flambée des prix et ne pourra maintenir ses taux de croissance. Toutefois, l'absence d'accord permet de baisser la part de la dette étrangère dans l'endettement public à 57,8 % en 2024 contre 73,8 % en 2018, même si son encours augmente à 81 milliards de dinars contre 58,6 milliards en 2019, dans un contexte où la dette publique augmente de 74 % entre 2019 et 2023, et accroît la charge des intérêts qui passe de 10 à 14 % entre 2020 et 2024. Ce phénomène conduit à un recours croissant des banques tunisiennes aux bons du Trésor et emprunts nationaux émis par l'État, ce qui réduit leur financement des entreprises et affecte négativement les investissements de ces dernières.

## Structure économique

Évolution du PIB par habitant de 1950 à 2018.

En 2009, le produit intérieur brut (PIB) de la Tunisie atteint 48,972 milliards de dinars soit une hausse de 3 % par rapport à 2008. En 1960, celui-ci ne se montait qu'à 847 millions de dollars, passant à 1,581 milliard en 1970, 8,634 milliards en 1980, 12,875 milliards en 1990 et 21,254 milliards en 1999. Quant à la population active, elle atteint 3,593 millions de personnes mais la population active occupée totalise 3,085 millions de personnes, dont près de 30 % de femmes, ce qui représente tout de même plus du double du niveau de 1980. En 2017, la répartition par secteur économique se fait de la façon suivante :
| Secteur de l'économie        | Part dans le PIB |
| ---------------------------- | ---------------- |
| Agriculture                  | 10,1 %           |
| Industrie                    | 26,2 %           |
| Services                     | 63,8 %           |
| Sources : The World Factbook |                  |

### Agriculture et pêche

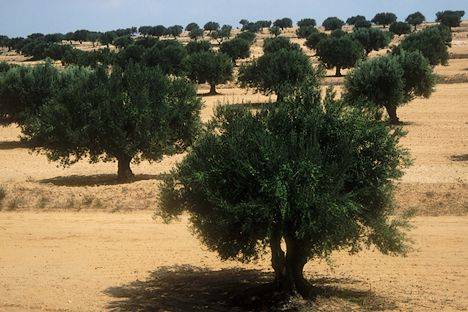
Champ d'oliviers du gouvernorat de Sfax.

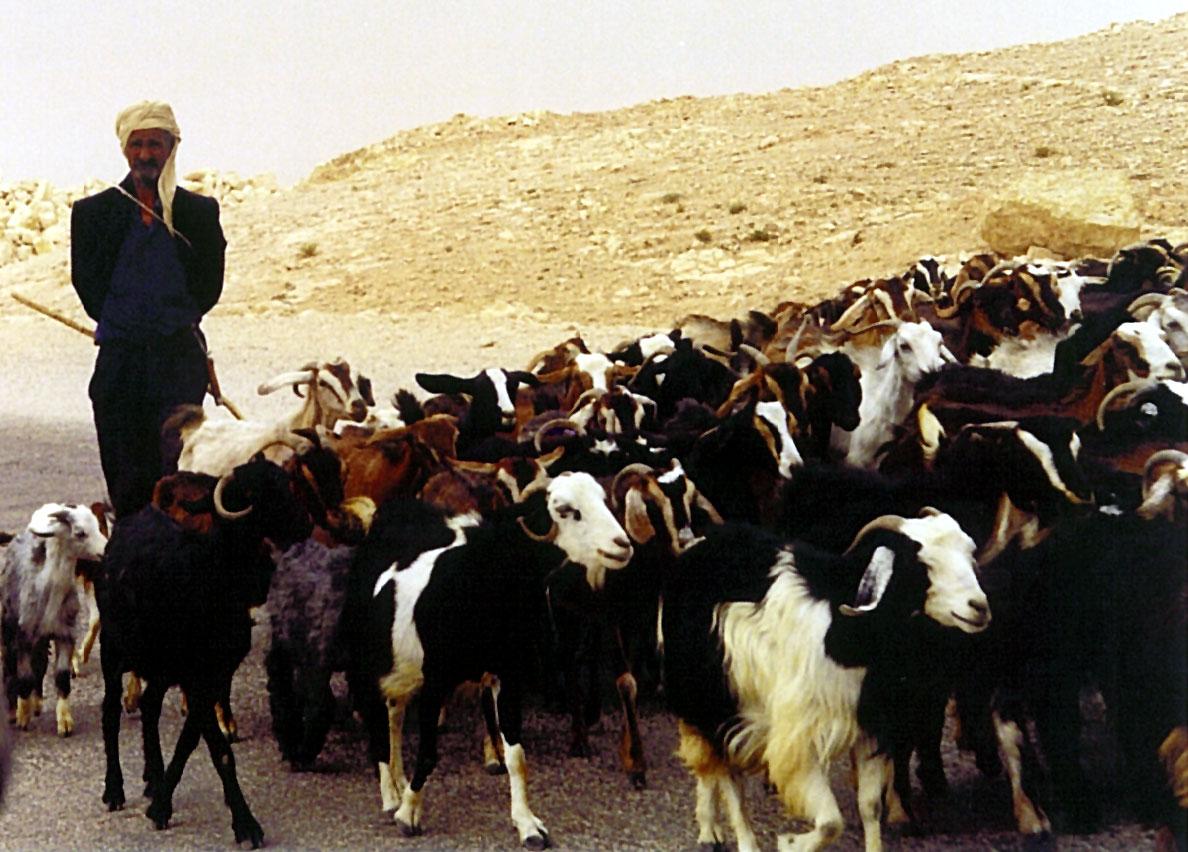
Éleveur et son troupeau de chèvres.

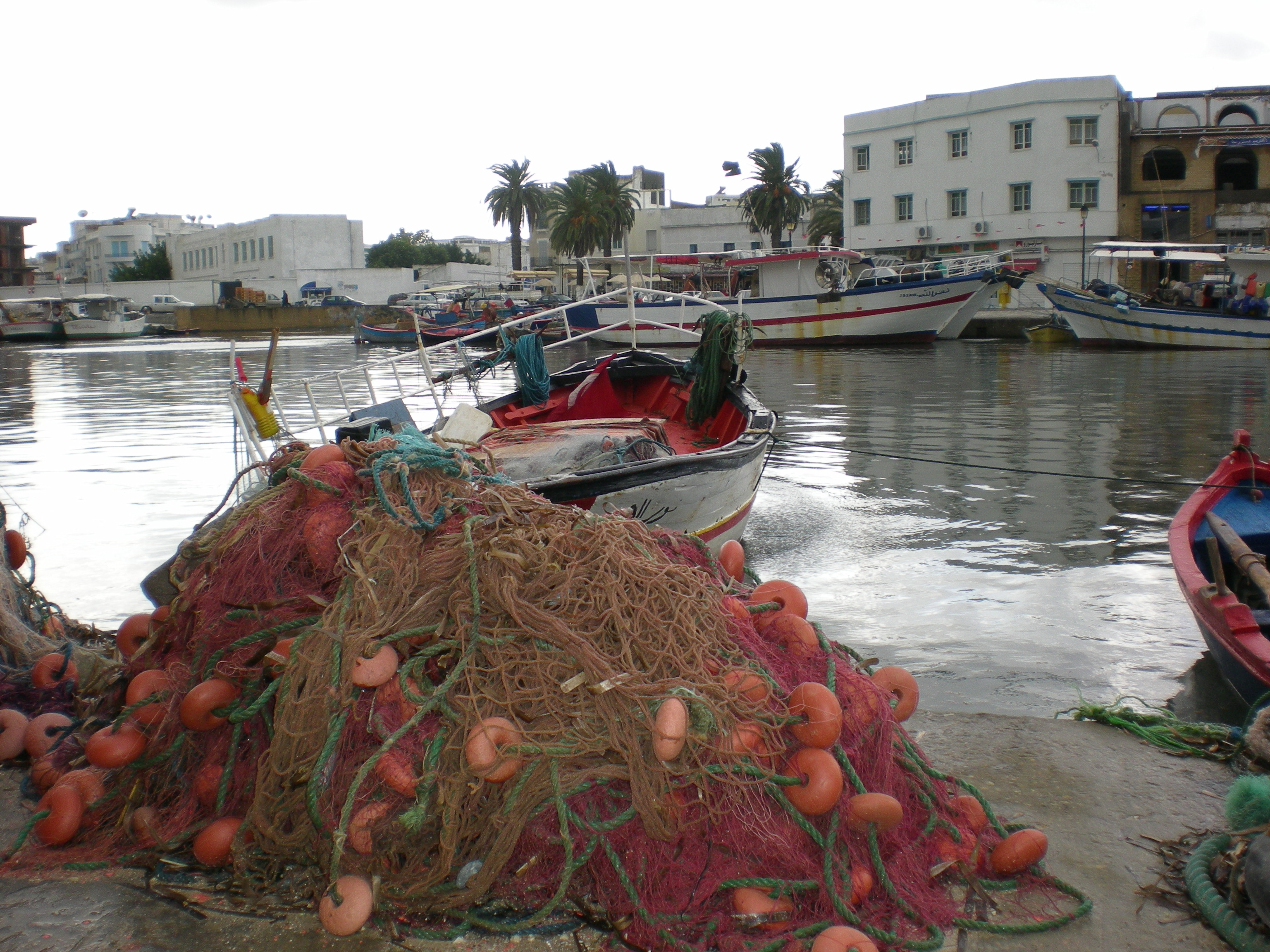
Port de pêche de Bizerte.

Dans les dernières années du protectorat français, l'agriculture représente encore 29 % de l'activité économique totale mais tombe déjà à 22 % avec la nationalisation des 850 000 hectares exploités par des sociétés françaises et des colons. Malgré cette baisse constante de la quote-part du secteur dans le PIB, l'agriculture a enregistré des taux de croissance importants, notamment durant les années 1970 avec près de 8 % par an, et a permis au pays d'atteindre un niveau de sécurité alimentaire suffisant. Ces performances sont la conséquence d'importants efforts de soutien et de modernisation réalisés dans le cadre d'une politique de développement et de régulation des activités agricoles et rurales (crédits de la Banque nationale agricole, assistances techniques et salaire minimum) et d'une demande soutenue par l'augmentation de la demande (population en hausse et aux revenus croissants). En effet, les taux de couverture des besoins nationaux par la production intérieure sont de près de 48 % pour les céréales, de 100 % pour les produits de l'élevage ou de 88 % pour les huiles.
En dépit du développement des autres secteurs de l'économie nationale, l'agriculture conserve une importance sociale et économique : elle assure environ 11,5 % du PIB et emploie 18,5 % de la main-d'œuvre en 2007. Les principales productions agricoles sont les céréales (blé et orge), les olives (4e producteur et 3e exportateur mondial d'huile d'olive en 2007-2008), les dattes (avec la célèbre deglet nour), les agrumes et les produits de la mer. À l'exception des céréales, ces produits agricoles sont en grande partie tournés vers l'exportation. La viticulture est également un secteur exportateur : le pays exporte 40 % de sa production pour des recettes atteignant 40,3 millions de dinars en 2009, avec 70 % en vin d'appellation d'origine contrôlée (AOC) dont 20 % bénéficient de la mention « premier cru ».
Le secteur de la pêche est une activité économique importante, notamment dans certaines régions pour lesquelles elle est l'unique activité économique (comme l'archipel des Kerkennah). Il s'agit de la deuxième production agricole exportée par le pays après l'huile d'olive et se pratique surtout sur la façade orientale, notamment dans le golfe de Gabès, où se situe la majorité des quarante ports de pêche ainsi que les deux-tiers des prises. L'aquaculture se développe également en sites maritimes ou en sites d'eau douce sur 14 000 hectares au niveau des barrages. Les produits de la pêche maritime sont principalement des poissons bleus, des poissons blancs, des crustacés et des mollusques.
La Tunisie n'échappe pas aux tendances de modernisation et de mondialisation de ces dernières décennies avec la libéralisation de son économie engagée dès 1986 et l'accord de libre-échange signé avec l'Union européenne en 1995. La tendance s'illustre par une baisse de la part de ce secteur économique dans le PIB (1/7e) et plus encore par une baisse de la population active (1/6e), tendance constatée tout au long du XXe siècle et accélérée après l'indépendance (avec un désengagement renforcé lors des années 1960 où fut tentée l'expérience collectiviste). Des unités de production modernes et bien intégrées au marché, notamment pour certaines aux marchés d'exportation, coexistent avec des systèmes de production restés, sous le poids de leurs contraintes de structures, traditionnels sur le plan des techniques adoptées et peu intégrés au marché. Le programme d'ajustement structurel agricole, lancé en 1986, contribue à la libéralisation des prix et des investissements et à la privatisation progressive des entreprises publiques du secteur.
Si la gestion de l'agriculture appartient encore à des établissements publics, tels l'Office des céréales ou l'Office national de l'huile, le secteur agricole est de plus en plus pris en charge par des groupes privés souvent présents dans l'industrie agroalimentaire tel le groupe Poulina, le premier groupe privé du pays.
| Principaux produits exportés en 2014 (1,132 milliard de dinars)  | Valeur (millions de dinars) |
| ---------------------------------------------------------------- | --------------------------- |
| Huile d'olive                                                    | 490,2                       |
| Poissons, crustacés et mollusques                                | 231,5                       |
| Dattes                                                           | 388,4                       |
| Agrumes                                                          | 21,8                        |
| Principaux produits importés en 2014 (2,704 milliards de dinars) | Valeur (millions de dinars) |
| Blé dur                                                          | 435,5                       |
| Blé tendre                                                       | 505,6                       |
| Orge                                                             | 195,5                       |
| Maïs                                                             | 395,5                       |
| Pomme de terre                                                   | 31,3                        |
| Café                                                             | 86,2                        |
| Thé                                                              | 19,7                        |
| Viande                                                           | 43,4                        |
| Lait et dérivés                                                  | 80,9                        |
| Huiles végétales                                                 | 389,2                       |
| Sucre                                                            | 322,6                       |
| Tourteaux de soja                                                | 134,9                       |
| Sources : Institut national de la statistique,                   |                             |

### Industrie
Pour André Wilmots, la Tunisie « fait partie de la poignée de nations du monde en développement qui a su tirer profit de la vague du redéploiement d'activités Nord-Sud » en se positionnant à temps, en créant l'infrastructure nécessaire et en établissant sa réputation en ce qui a trait aux délais et à la qualité. En effet, dans les années 1950, le tissu industriel est presque inexistant et les produits qui viennent de France payant un droit de douane faible voire inexistant empêchent la production locale de se développer.
Désormais, le secteur de l'industrie, qui regroupe l'industrie non manufacturière (mines, énergies, électricité et BTP) et surtout l'industrie manufacturière (agroalimentaire, textiles et cuirs, matériaux de construction, verre, plastique, produits mécaniques, électriques, électroniques et chimiques, bois, etc.), produit des produits manufacturés représentant 82 % des exportations totales en 1998.
Pour l'industrie manufacturière, la Tunisie est le premier exportateur industriel d'Afrique en valeur absolue — elle est ainsi passée devant l'Afrique du Sud en 1999 — alors que près de 70 % des exportations du secteur sont le fait d'entreprises bénéficiant à partir de 1972 d'un statut offshore leur donnant le droit de travailler pour le marché européen. Les secteurs du textile et de l'agroalimentaire représentent 50 % de la production et 60 % de l'emploi de l'industrie manufacturière.
Après avoir cru à un rythme annuel de 2,1 % entre 2000 et 2005, l'industrie tunisienne fait face à la concurrence étrangère : l'élargissement de l'Union européenne à l'Europe de l'Est, la fin des accords multifibres qui contingentaient les importations de textile en provenance de Chine et d'Inde notamment et la mise en place d'une zone de libre-échange avec l'Union européenne le 1er janvier 2008 abolissent la plupart des avantages dont bénéficient jusque-là les entreprises. Plusieurs programmes de modernisation et de mise à niveau des entreprises entendent dès lors adapter le secteur à la concurrence internationale : le Programme de mise à niveau est lancé en 1996 et renforcé en 2002 par le Programme de modernisation industrielle, en partie subventionné par l'Union européenne, qui bénéficient aussi bien aux entreprises tunisiennes qu'aux entreprises étrangères implantées sur place. À la fin 2007, près de 4 000 entreprises, principalement dans les secteurs de la construction (21 %) mais aussi dans le textile, la mécanique, l'électrique et l'électronique et l'agroalimentaire (19 % chacun), ont ainsi investi plus de 4,3 milliards de dinars. L'autre solution est la diversification, notamment par les exportations de produits mécaniques, électriques et électroniques qui sont passés de 100 millions de dinars à 5,28 milliards entre 1996 et 2008. Les quelque 550 entreprises du secteur, dont Alcatel-Lucent, Zodiac ou Latécoère investissent ou sous-traitent en profitant d'une main-d'œuvre qualifiée et bon marché. Dans le même temps, le pays détient déjà 2 % du marché mondial de la confection de câbles avec l'implantation en 2008 des groupes Dräxlmaier, Kromberg & Schubert, Sewon et Sumitomo Electric Bordnetze (potentiel de 14 900 emplois).

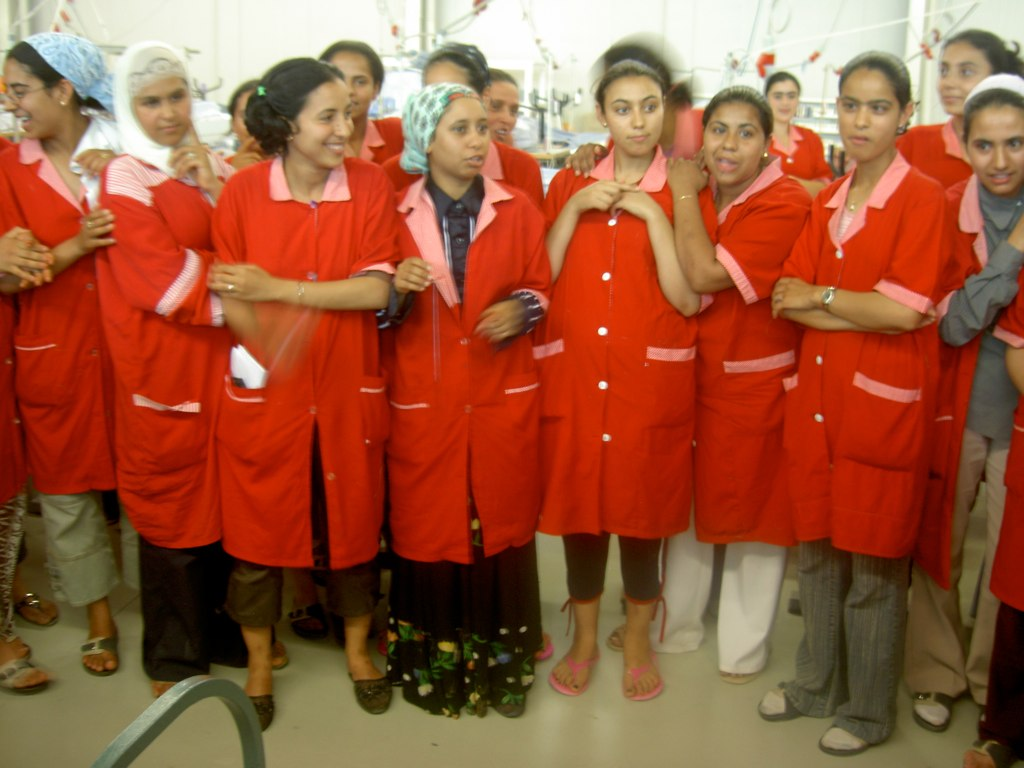
Ouvrières d'une usine textile près de Tunis.

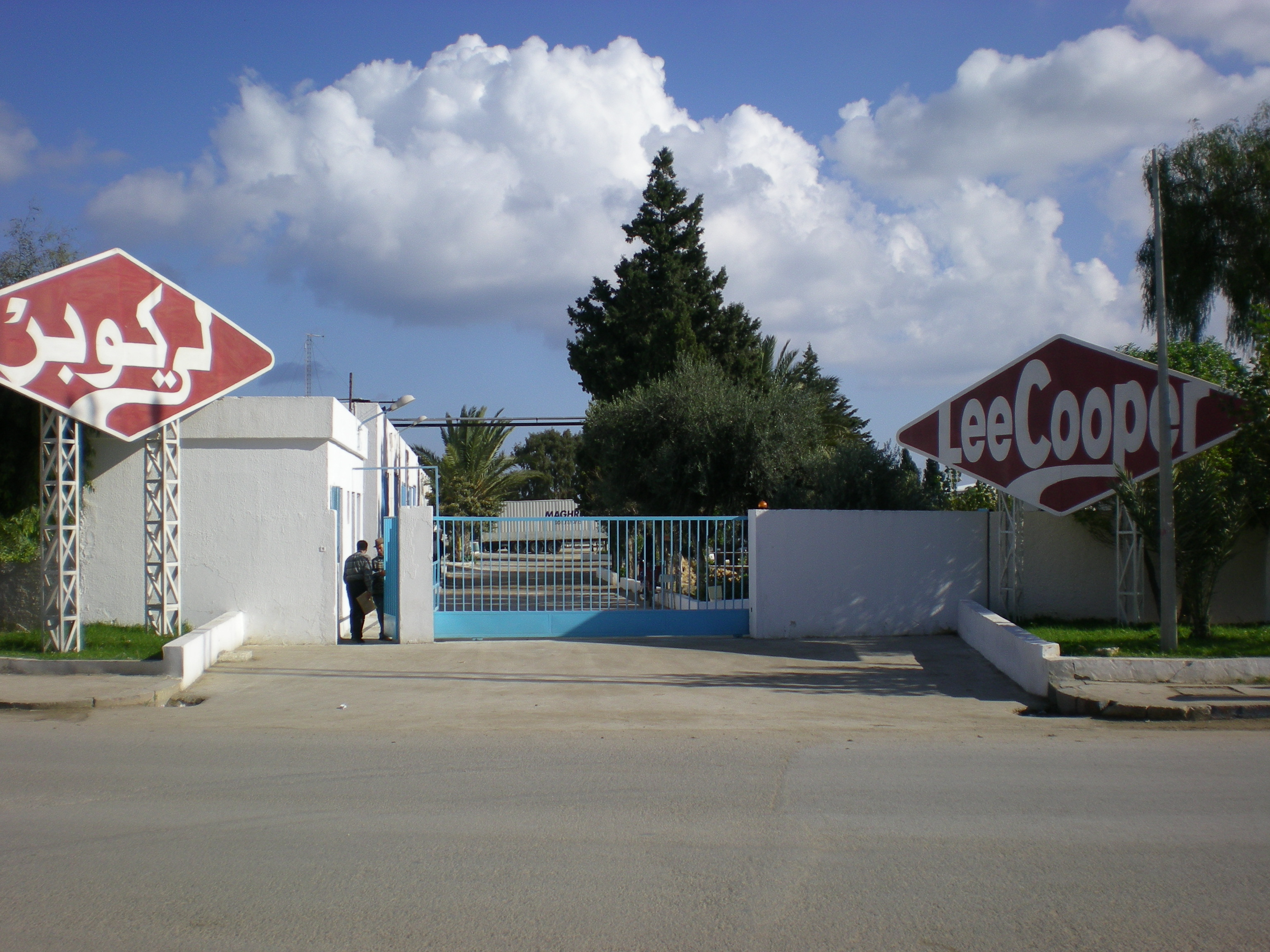
Usine Lee Cooper à Ras Jebel.

Principal secteur potentiellement menacé, le textile représente en 2005 plus de 40 % des exportations tunisiennes et plus de 46 % des emplois industriels du pays (occupés à 80 % par des femmes). Après une croissance soutenue (+10 %) entre 1997 et 2001, la production est désormais stable car le niveau des salaires pèse lourdement : un ouvrier tunisien gagne chaque mois entre 115 et 130 euros (pour 40 à 48 heures de travail hebdomadaire) quand un ouvrier chinois perçoit entre 50 et 60 % de moins. Quatrième fournisseur de l'Union européenne en produits textiles, elle était jusqu'en 2002 le premier fournisseur de la France avant d'être surclassée par la Chine en 2003.
Alors que la Banque mondiale estimait qu'un tiers des 250 000 emplois du secteur étaient menacés, les délais de production et de livraison, les petites séries et les réassortiments restent un élément de décision important pour les fabricants européens, comme l'illustre le groupe Benetton qui fabrique plus du tiers de sa production mondiale en Tunisie.
Ainsi, le pays a réussi à se spécialiser dans la lingerie féminine (un soutien-gorge sur trois en France est de fabrication tunisienne). De fait, l'année 2006 n'a vu qu'un léger tassement de 4 % de la production. Par ailleurs, sur les quelque 10 000 entreprises industrielles que compte le pays et qui représentent quelque 550 000 postes, plus de 2 000 sont partiellement ou en totalité en mains européennes, :
- France : 752 ;
- Italie : 466 ;
- Allemagne : 150 ;
- Belgique : 140.

### Services
Globalement, la part des services dans le PIB tunisien diminue légèrement, passant ainsi de 54 % en 1960 à 50 % en 1999, la hausse des revenus du tourisme ne parvenant pas à compenser la baisse du poids des activités du commerce. Cette baisse est toutefois compensée par l'apparition de nouveaux services comme les télécommunications et les services financiers, Tunis ayant eu tendance à supplanter quelque peu Beyrouth comme place financière privilégiée du monde arabe.

#### Tourisme
La position géographique de la Tunisie au sud du bassin méditerranéen, avec 1 300 kilomètres de côtes en grande partie sablonneuses, un climat méditerranéen chaud l'été et doux l'hiver, un patrimoine civilisationnel très riche (huit sites inscrits à la liste du patrimoine mondial de l'Unesco) et surtout un coût bas du séjour touristique, font de ce pays l'une des principales destinations des touristes européens en Afrique et dans le monde arabe (quatrième pays le plus visité après l'Égypte, l'Afrique du Sud et le Maroc) : la Tunisie a ainsi accueilli 7 048 999 visiteurs en 2008.

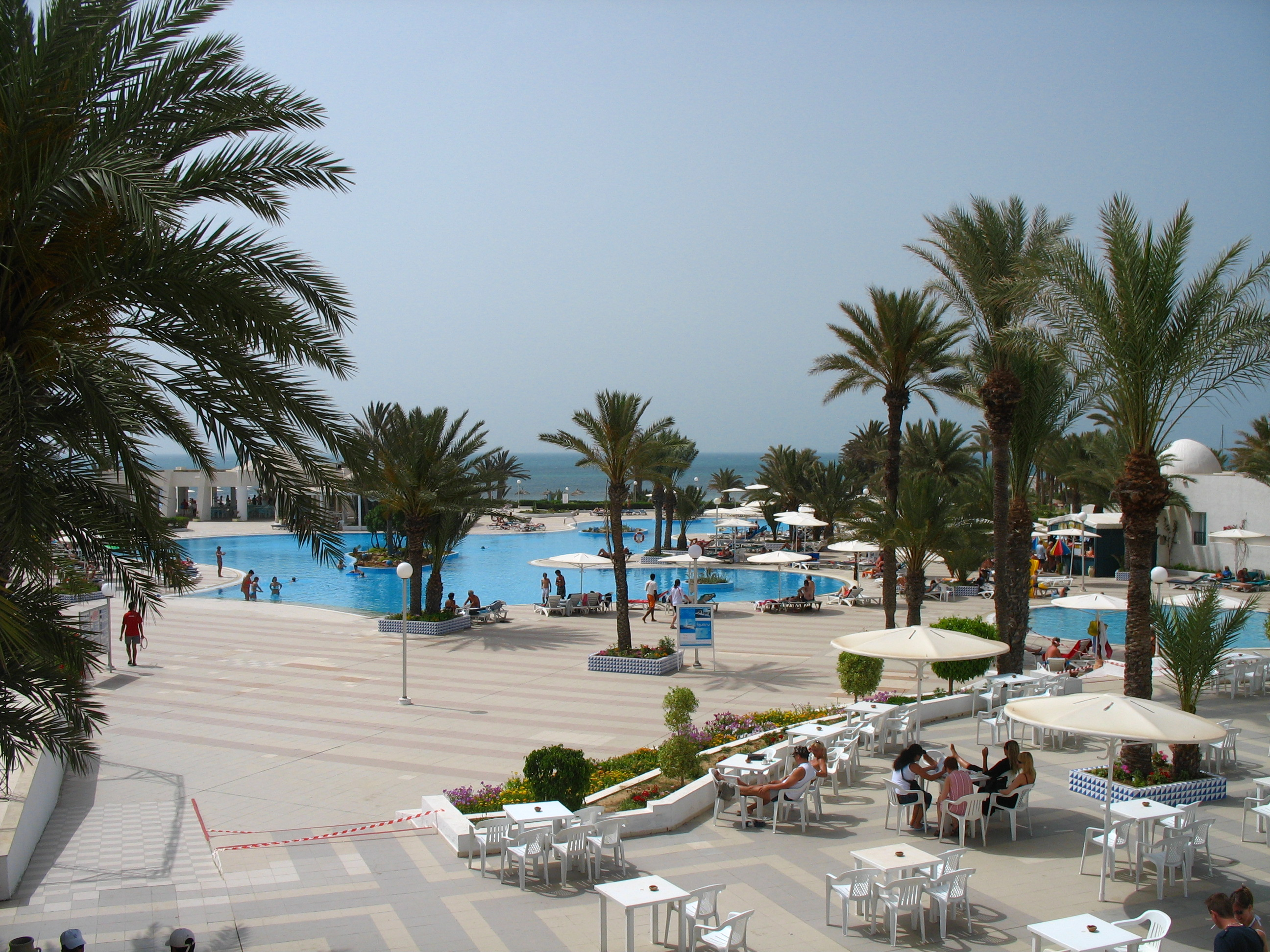
Hôtel djerbien de la chaîne El Mouradi.

Le développement du tourisme remonte aux années 1960 grâce à l'action conjuguée de l'État et de groupes privés. Si, en 1962, le tourisme, avec 52 000 entrées et une offre de 4 000 lits, ne rapporte que deux millions de dinars par an, en 2006, avec 6 549 549 visiteurs et une offre de 231 838 lits (dont près de 27 % situés dans des hôtels quatre et cinq étoiles), il devient la principale source de devises du pays. Le secteur touristique représente aujourd'hui 6,5 % du PIB et fournit 340 000 emplois dont 85 000 emplois directs, soit 11,5 % de la population active occupée avec une forte part d'emploi saisonnier. La clientèle touristique est composée de Libyens (1 776 881 visiteurs), Français (1 395 255), Algériens (968 499), Allemands (521 513), Italiens (444 541), Britanniques (254 922) et Polonais (207 531) qui se partagent en 2008 l'essentiel des visiteurs. Ce groupe de tête tend toutefois à se diversifier par rapport à 2007, notamment vers l'Europe de l'Est — avec une hausse de 39,6 % pour les Polonais et 14,1 % pour les Russes — mais aussi vers les pays voisins, avec une hausse de 14,4 % pour les Libyens ; les marchés turc, britannique, autrichien, tchèque et espagnol connaissent en revanche des décrochages importants. Le tourisme intérieur constitue le cinquième marché pour ce secteur avec 1 251 251 touristes tunisiens pour un total de 2,75 millions de nuitées en 2006.
Ce secteur contribue à mettre en valeur certaines régions, essentiellement celles du littoral oriental, cumulant plus de 95 % des lits :

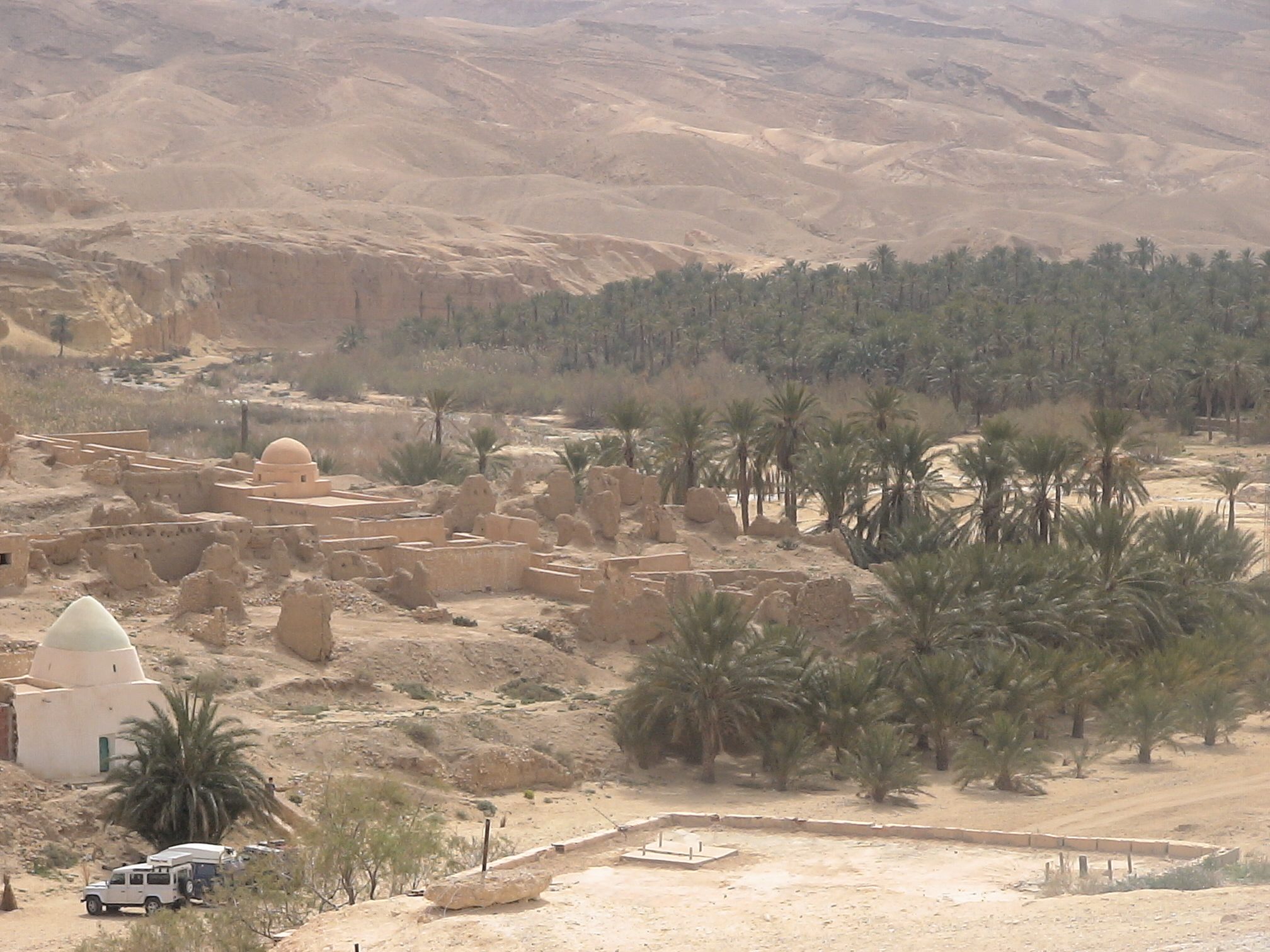
Oasis de Tamerza.

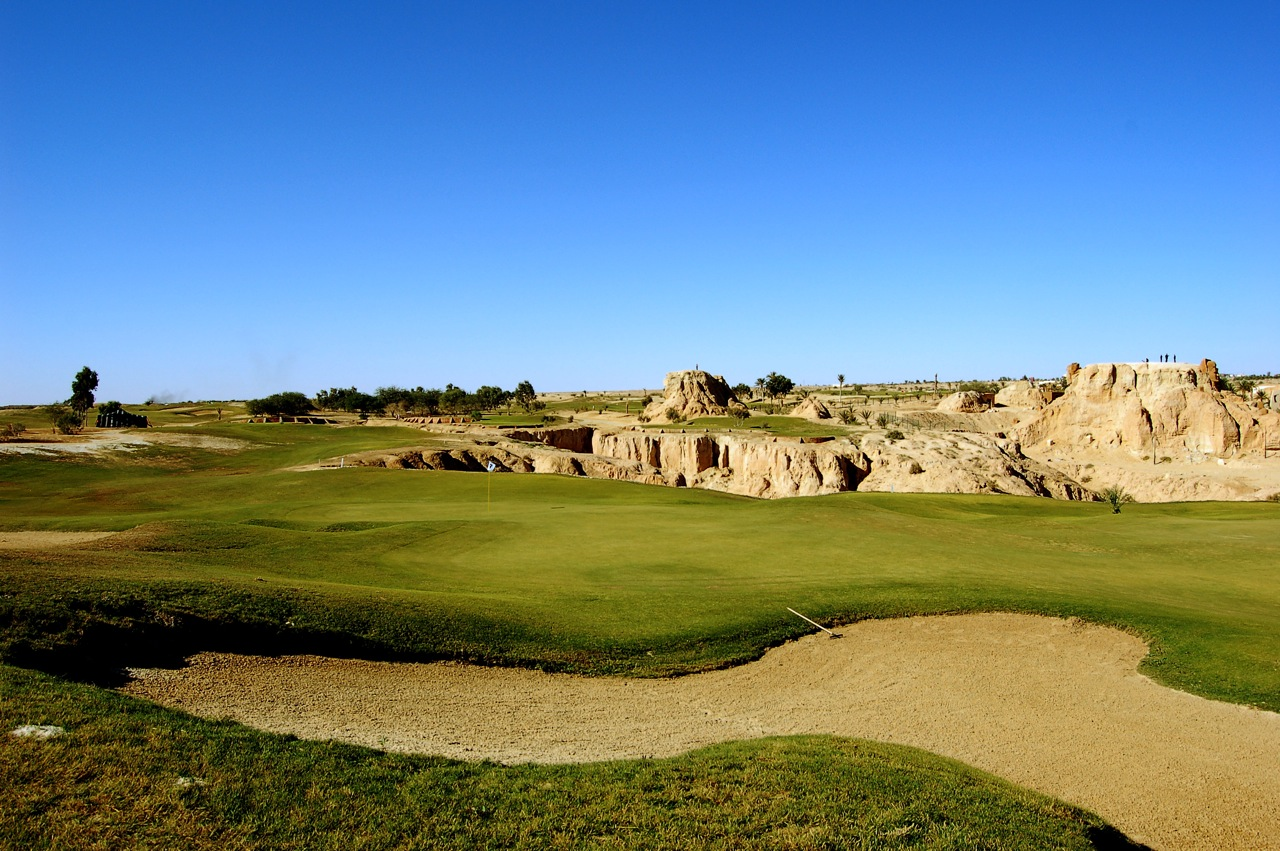
Golf de Tozeur.

- Djerba (30,46 % des nuitées en 2008) ;
- Sousse (25,15 %) ;
- Nabeul-Hammamet (20,87 %) ;
- Sfax-Monastir (13,41 %) ;
- Yasmine Hammamet (10,11 %)[82].

Les perspectives de développement prévoient la création de nouvelles stations balnéaires le long du littoral avec une capacité de 200 000 lits en 2015 (Zouarâa près de Hammamet, Selloum près de Zarzis, Hergla, Ras Dimas près de Monastir et Ghedhabna près de Mahdia) avec le développement du modèle de la station balnéaire intégrée. Toutefois, outre le tourisme balnéaire majoritaire, le tourisme saharien (Douz et Tozeur attirant chaque année plus de 250 000 touristes durant toute l'année) est en fort développement. Plus récemment, le tourisme vert, la thalassothérapie et le tourisme médical sont apparus et croissent très rapidement : « Le tourisme médical a de beaux jours devant lui » assure l'ancien ministre du Tourisme Ahmed Smaoui. « Les Algériens et les Libyens aisés viennent se faire soigner ici car leur pays ne dispose pas d'infrastructures médicales performantes. Nous accueillons également des Britanniques lassés de devoir attendre des mois avant de pouvoir se faire opérer dans leur pays. Enfin, de plus en plus de gens ont recours à la chirurgie esthétique ». Les retraités constituent également une cible de choix pour les voyagistes.
Destination de masse, la Tunisie souhaite pourtant promouvoir un tourisme plus haut de gamme et s'efforce ainsi de diversifier son offre de loisirs (plus de huit terrains de golf et dix centres de thalassothérapie). Cela se traduit par la mise à niveau de ses hôtels — la part des quatre et cinq étoiles tend à se renforcer atteignant un tiers des 825 hôtels que compte le pays en 2006 — et la concentration du secteur aux mains de groupes privés tunisiens nouant des partenariats avec des groupes hôteliers internationaux : le français Sofitel-Accor avec le groupe TTS, l'espagnol Sol-Melia-Tryp avec le groupe El Mouradi, l'américain Sheraton avec le groupe Affès, etc.
Dans un environnement international de plus en plus concurrentiel, avec un produit de nature fragile dans une région à réputation variable, l'adaptation est nécessaire. Il faut également veiller à contrôler les pressions générées sur l'environnement qui sont importantes et particulièrement les pressions foncières, l'érosion des côtes et les rejets d'eaux usées.

#### Banques

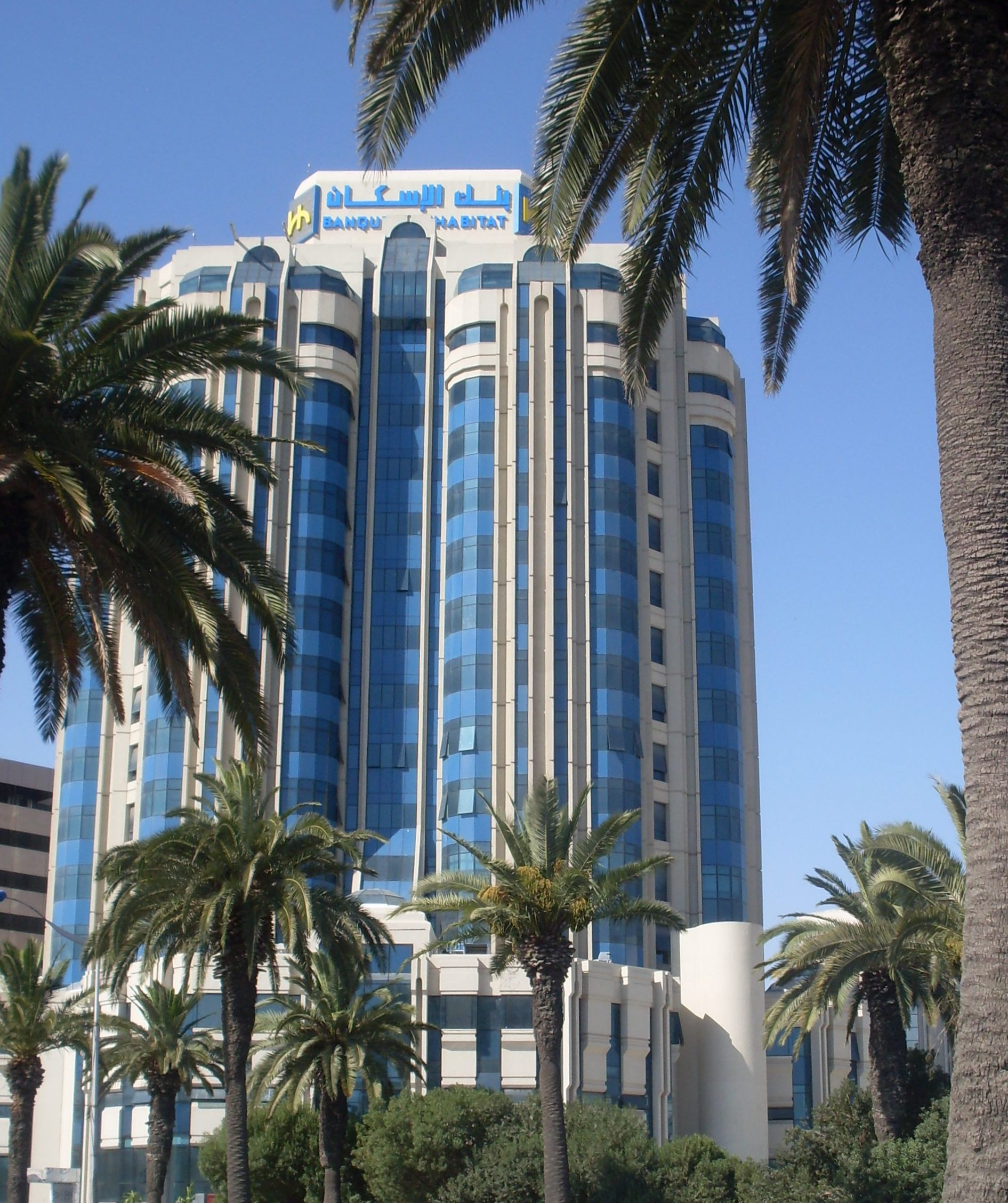
Siège de la BH Bank à Tunis.

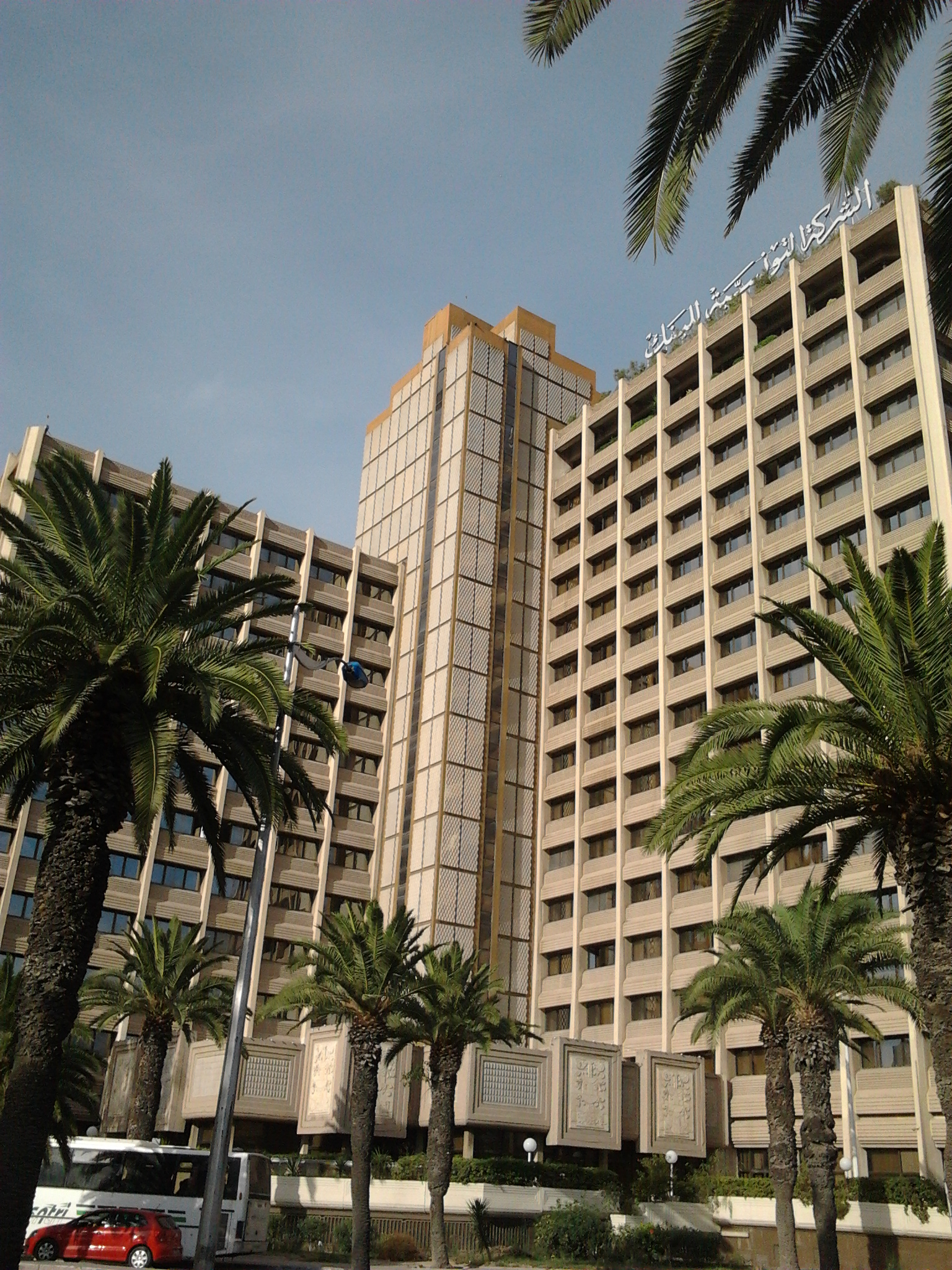
Siège de la Société tunisienne de banque.

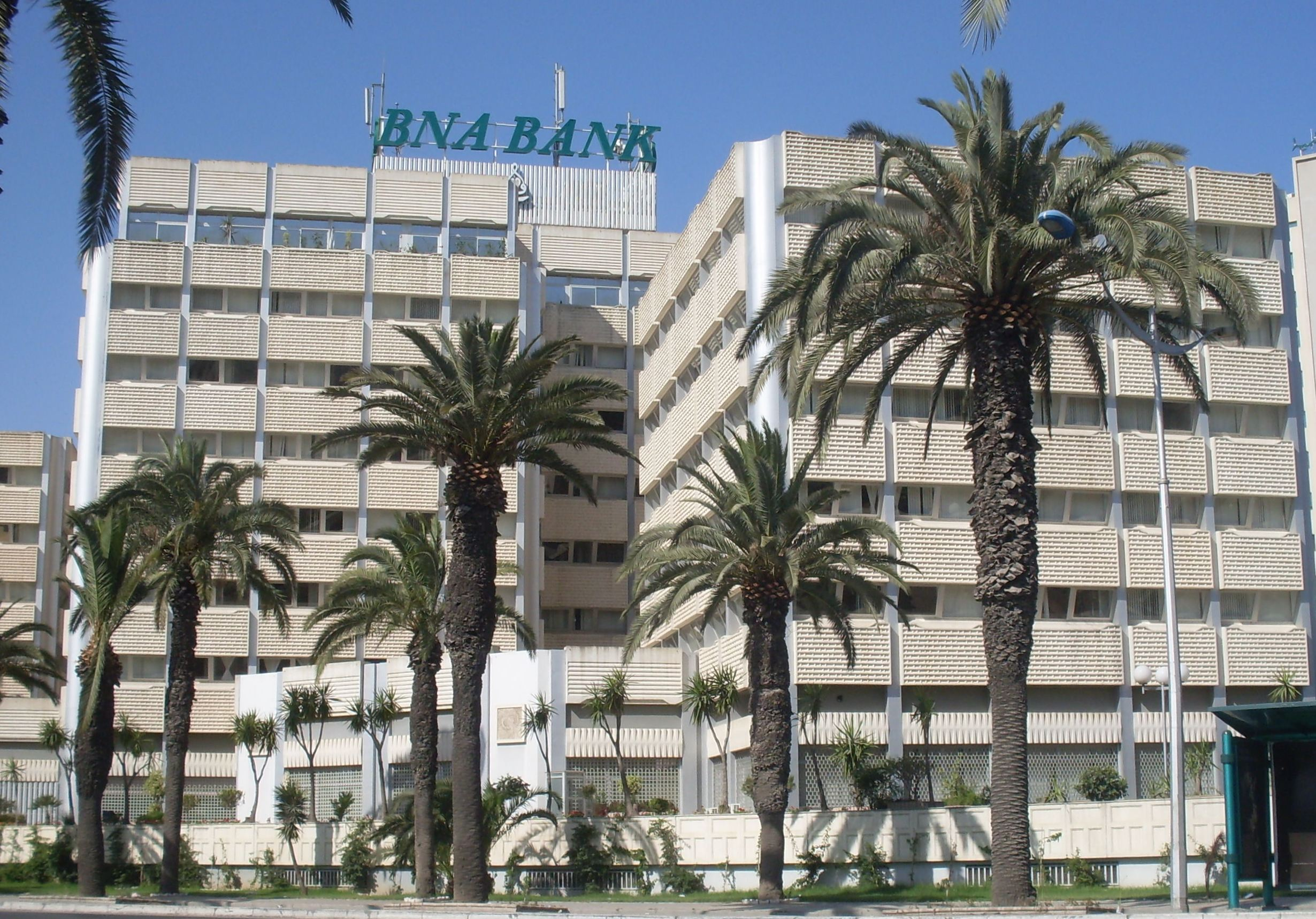
Siège de la Banque nationale agricole.

Les banques et autres établissements financiers sont l'un des principaux acteurs du développement dans le pays, par les prêts consentis aux acteurs économiques — dont l'État se finançant sur les marchés internationaux — comme par les prises de participations dans les grandes entreprises du pays. D'un point de vue économique, le secteur, qui emploie 18 000 personnes en 2005, connaît une progression de l'activité appuyée sur la croissance du pays. Les onze banques cotées à la Bourse de Tunis représentant 49 % de la capitalisation en 2010.
Les établissements se divisent en diverses catégories : 18 banques universelles, deux banques d'investissement, deux banques d'affaires et huit banques offshore mais aussi dix organismes de leasing, deux sociétés de factoring et huit sociétés de recouvrement. La Tunisie a été parmi les premiers pays à introduire des réformes financières au Moyen-Orient et en Afrique du Nord (région MENA). Le secteur financier est étroitement contrôlé jusqu'au milieu des années 1980. Depuis, il a connu trois décennies de réformes progressives mais insuffisantes. Les banques publiques possèdent aussi des participations dans des sociétés publiques ou semi-publiques.
Trois privatisations ont été effectuées au cours des années 2000 : la Société générale a acquis 52 % du capital de l'Union internationale de banques en 2002, BNP Paribas possède 50 % de celui de l'Union bancaire pour le commerce et l'industrie et la Banque tuniso-koweïtienne a été reprise à la fin 2007 par le Groupe Caisse d'épargne. Toutefois, le secteur public représentant 40,8 % du total de bilan du secteur avec la Société tunisienne de banque (53 % du capital), la Banque nationale agricole (67 %) et la Banque de l'habitat (58 %),. Par ailleurs, la taille des établissements est encore jugée trop petite pour espérer faire face à l'ouverture du marché tunisien ou investir sur les marchés étrangers. Néanmoins, l'arrivée de nouveaux protagonistes comme Attijari Bank a dopé les politiques de conquête commerciale vis-à-vis du grand public.
| Rang                    | Société                                | Total de bilan en 2021 (millions de dollars) | Produit net bancaire en 2021 (millions de dollars) |
| ----------------------- | -------------------------------------- | -------------------------------------------- | -------------------------------------------------- |
| 1                       | Banque internationale arabe de Tunisie | 6 862                                        | 394                                                |
| 2                       | Banque nationale agricole              | 6 839                                        | 317                                                |
| 3                       | Société tunisienne de banque           | 4 720                                        | 227                                                |
| 4                       | Banque de l'habitat                    | 4 491                                        | 215                                                |
| 5                       | Attijari Bank                          | 3 820                                        | 209                                                |
| 6                       | Amen Bank                              | 3 312                                        | 158                                                |
| 7                       | Arab Tunisian Bank                     | 2 730                                        | 97                                                 |
| 8                       | Union internationale de banques        | 2 369                                        | 154                                                |
| 9                       | Banque de Tunisie                      | 2 301                                        | 131                                                |
| 10                      | Banque Zitouna                         | 1 866                                        | 101                                                |
| Sources : Jeune Afrique |                                        |                                              |                                                    |

Le système bancaire reste une préoccupation de l'État tunisien qui souhaite hisser les services bancaires aux normes internationales. Le point no 7 du volet économique pour la période 2004-2009, prévoyait ainsi « un système bancaire et financier développé orienté vers la convertibilité totale du dinar ». Taoufik Baccar, gouverneur de la Banque centrale de Tunisie souligne alors que « l'orientation vers la convertibilité totale du dinar devra favoriser le renforcement de la capacité concurrentielle de l'entreprise, attirer les investissements étrangers, encourager l'internationalisation de l'entreprise tunisienne et édifier les bases d'une économie ouverte ». Au chapitre des conditions nécessaires pour y parvenir on trouve la promotion de la banque en ligne et la généralisation de la carte de paiement pour chaque compte bancaire et postal, soit trois millions de cartes en 2009 contre 800 000 en 2004.
Le FMI a félicité en 2003 les autorités pour l'entrée en vigueur de la loi sur la consolidation et la mise en place d'une structure de surveillance de la stabilité du système financier et pour les mesures prises pour renforcer la supervision bancaire. Néanmoins, il a également constaté la détérioration continue des indicateurs financiers du système bancaire et appelé, lors d'une mission en décembre 2005, au « renforcement du secteur bancaire notamment le niveau des créances douteuses qui alourdissent le coût du crédit et freinent la croissance et l'investissement. Elles ralentissent aussi l'évolution vers la convertibilité totale du dinar et la dynamisation de la politique monétaire ». En effet, l'inadéquation structurelle entre la nature des créances bancaires et le provisionnement effectué touche encore 19 % des crédits en 2008. Malgré la nature structurelle de ce problème, l'objectif de pouvoir appliquer l'accord de Bâle II d'ici 2010 reste l'objectif du gouvernement.

#### Commerce et distribution

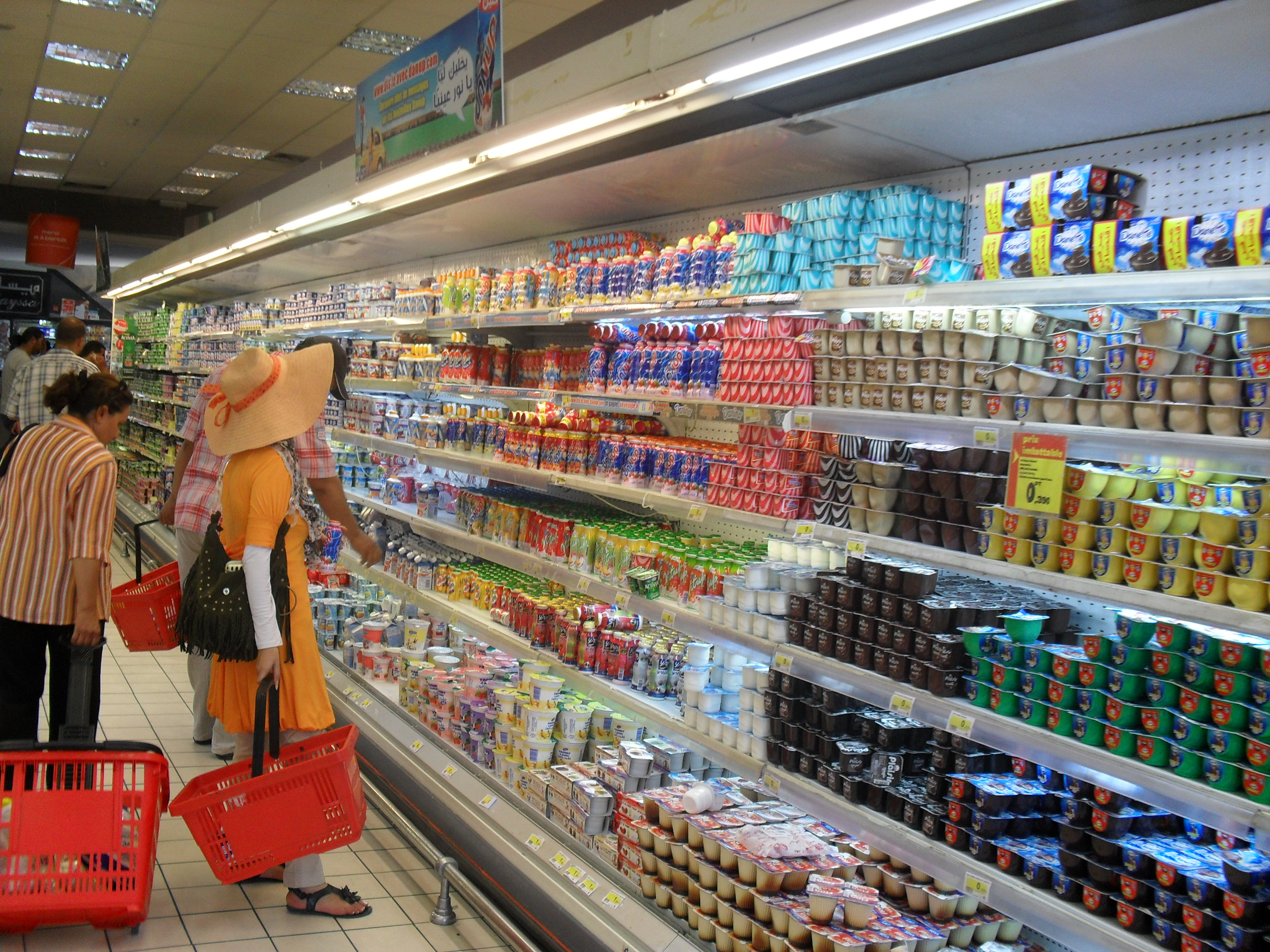
Allée d'un supermarché.

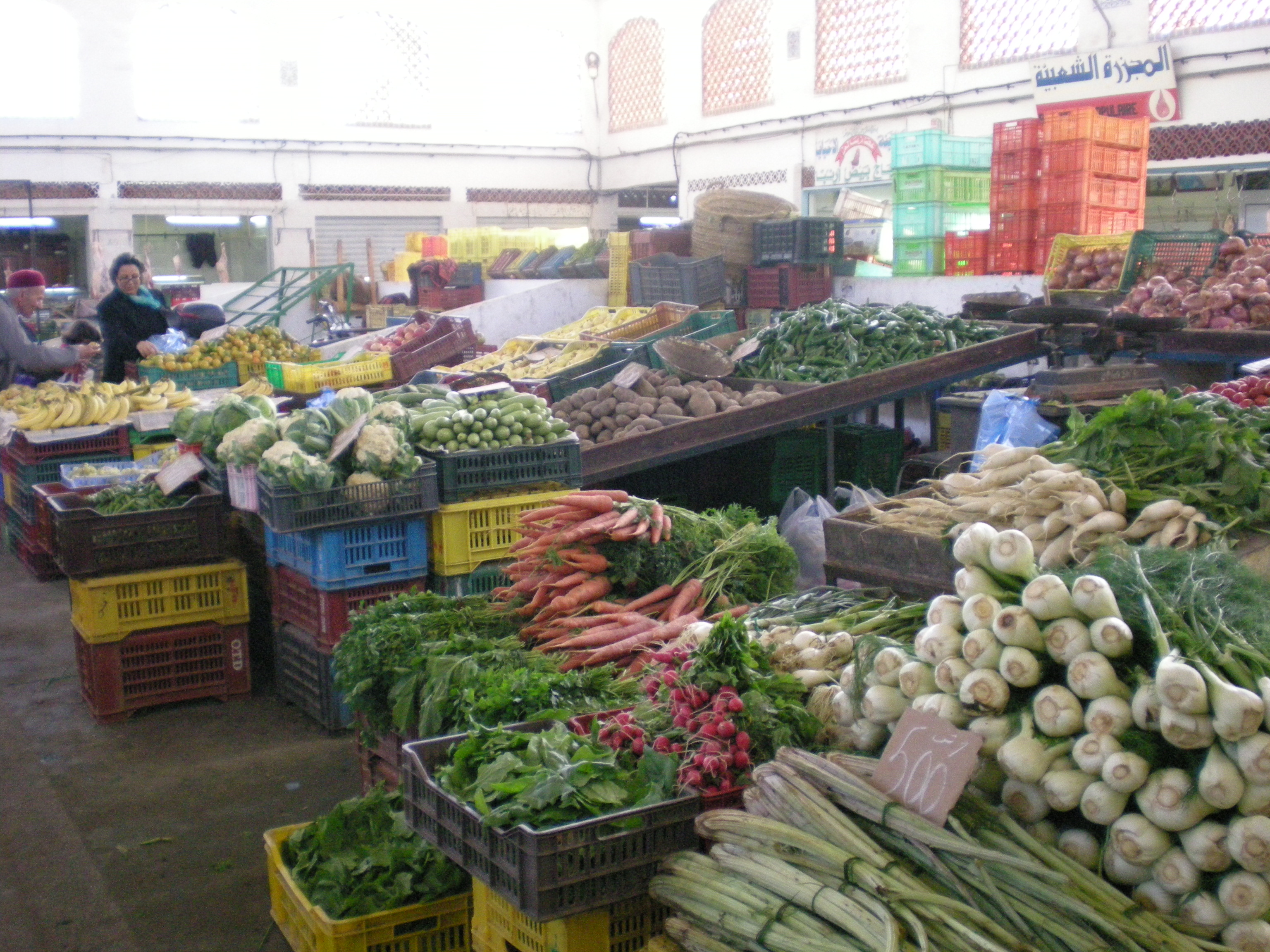
Marché de Ras Jebel.

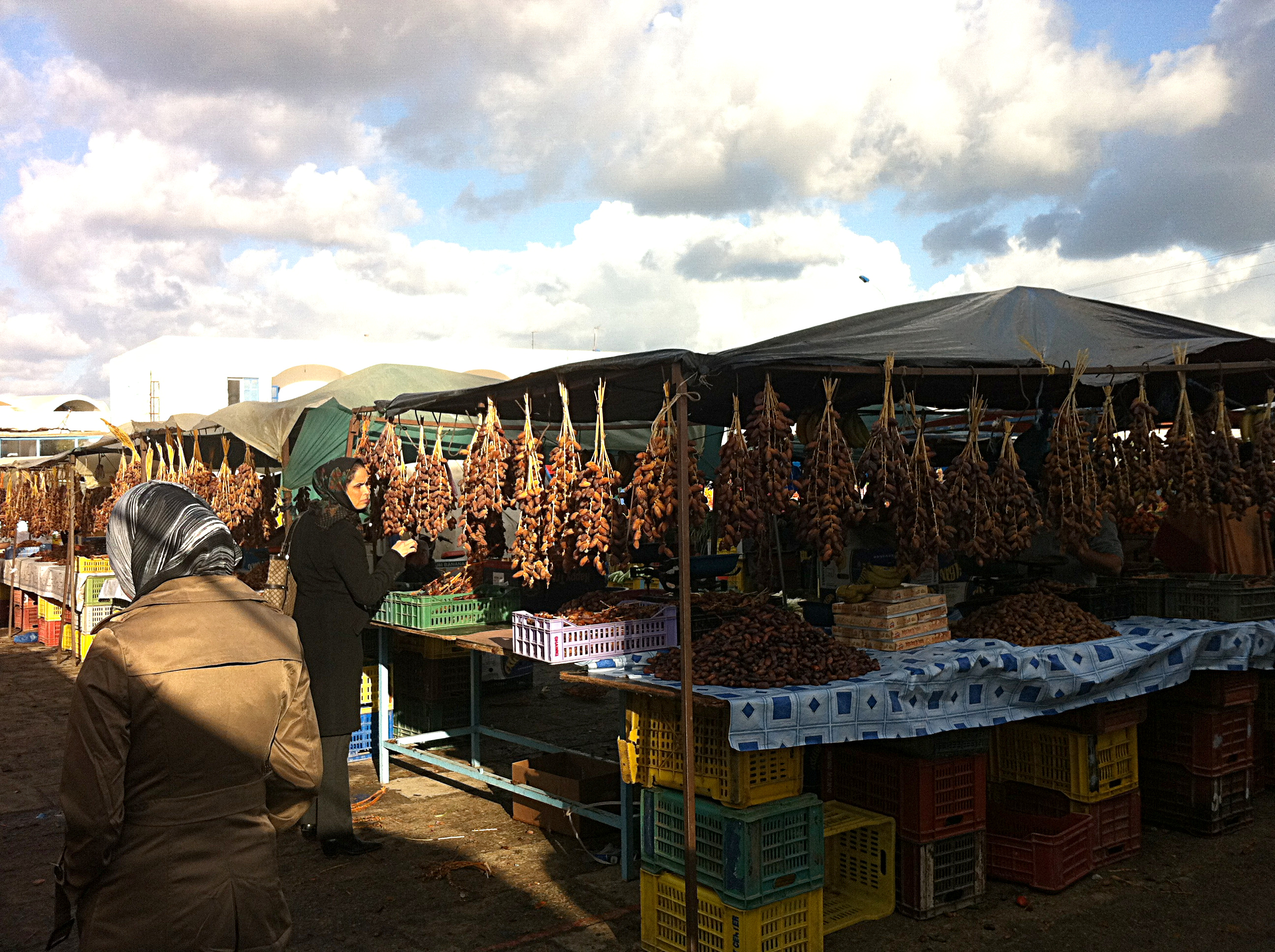
Dattes tunisiennes au marché de Sayada.

Cette branche économique, qui emploie plus de 500 000 personnes et participe à 10,7 % du PIB national, se divise en deux catégories. En effet, la distribution se caractérise encore par la prédominance du commerce traditionnel avec 88 % (2006) du chiffre d'affaires des transactions commerciales réalisé pour l'essentiel par de petits commerçants (modèle de la petite épicerie de proximité traditionnellement détenue par un Djerbien) et des grossistes, soit 450 000 emplois pour 250 000 commerces. Dans ce secteur, on compte une boutique pour 64 habitants et une faible surface unitaire de moins de 18 m².
La distribution moderne, qui ne compte que pour 5 % du chiffre d'affaires global, d'après une étude du ministère du Commerce, regroupe des enseignes nationales et internationales, n'est apparue que lorsque le marché s'est libéralisé en 1999. Ce secteur s'est fortement développé depuis avec l'ouverture du premier hypermarché de Tunisie sous l'enseigne Carrefour à La Soukra (2001), un deuxième avec Géant (29 septembre 2005) tandis qu'un troisième avec Leclerc est prévu à Sousse. Cette sous-branche de la distribution est représentée par quatre groupes :
- UTIC qui possède l'hypermarché Carrefour et près de quarante supermarchés Champion (passant progressivement sous la marque Carrefour Market[97]), réalisant 22 % de parts de marché, ainsi que les supérettes Les Nouveaux Magasins (anciennement Bonprix) qui réalisent 9 % de parts de marché ;
- Groupe Mabrouk possédant l'hypermarché Géant (incendié durant la révolution de 2011), réalisant 13 % de parts de marché, et les supermarchés Monoprix (23 %) ;
- Promogros avec des magasins de semi-gros ouverts à une clientèle achetant par lots (13 %) ;
- Magasin général, groupe public repris par le consortium Poulina-Bayahi, qui possède le réseau de points de vente le plus étendu (44 magasins sur tout le territoire national) et totalise 20 % de parts de marché.

On note toutefois que 90 % des Tunisiens continuent à s'adresser régulièrement aux petits commerçants du quartier, 39 % seulement fréquentent régulièrement les grandes surfaces et 33 % les supérettes, notamment du fait que les hypermarchés n'existent qu'à Tunis. Dans le même temps, le gouvernement ne souhaite pas favoriser les supermarchés car il privilégie le maintien du commerce traditionnel comme facteur de stabilité sociale. En effet, le pouvoir d'achat des Tunisiens devient faible dès lors qu'on sort de Tunis. C'est pourquoi les petits commerçants traditionnels restent indispensables : ce sont souvent les seules enseignes ouvertes dans les provinces et qui présentent une gamme large de choix de produits ; elles offrent un service de proximité puisque plusieurs commerces sont ouverts très tard la nuit et 7 jours sur 7, y compris les dimanche et les jours fériés, avec une offre personnalisée et une possibilité de crédit gratuit, le carnet de crédit de l'épicier étant le premier moyen de paiement en Tunisie selon l'enquête du ministère du Commerce,. Le marché de la vente à distance n'est pas très important et il est difficile de déterminer sa valeur d'autant plus qu'il n'existe pas de chiffres officiels. L'un des principaux sites est celui du Magasin général.
Le commerce électronique se développe lentement. La création d'un porte-monnaie virtuel appelé « carte e-dinar universelle » pourrait contribuer au développement de ce secteur. L'un des premiers acteurs à utiliser ce système est la Poste tunisienne.
Les chiffonniers sont quant à eux de plus en plus nombreux du fait de la permanence d'un niveau de chômage élevé (15 % de la population active), de la perte en pouvoir d'achat des familles les plus défavorisées et de l'explosion des déchets plastiques due aux nouvelles habitudes de consommation. Ils ne bénéficient d'aucune protection sociale – couverture médicale ou retraite – octroyés aux métiers dotés d'un statut légal et peuvent être sujets à l'exploitation de l'industrie du recyclage.

#### Artisanat

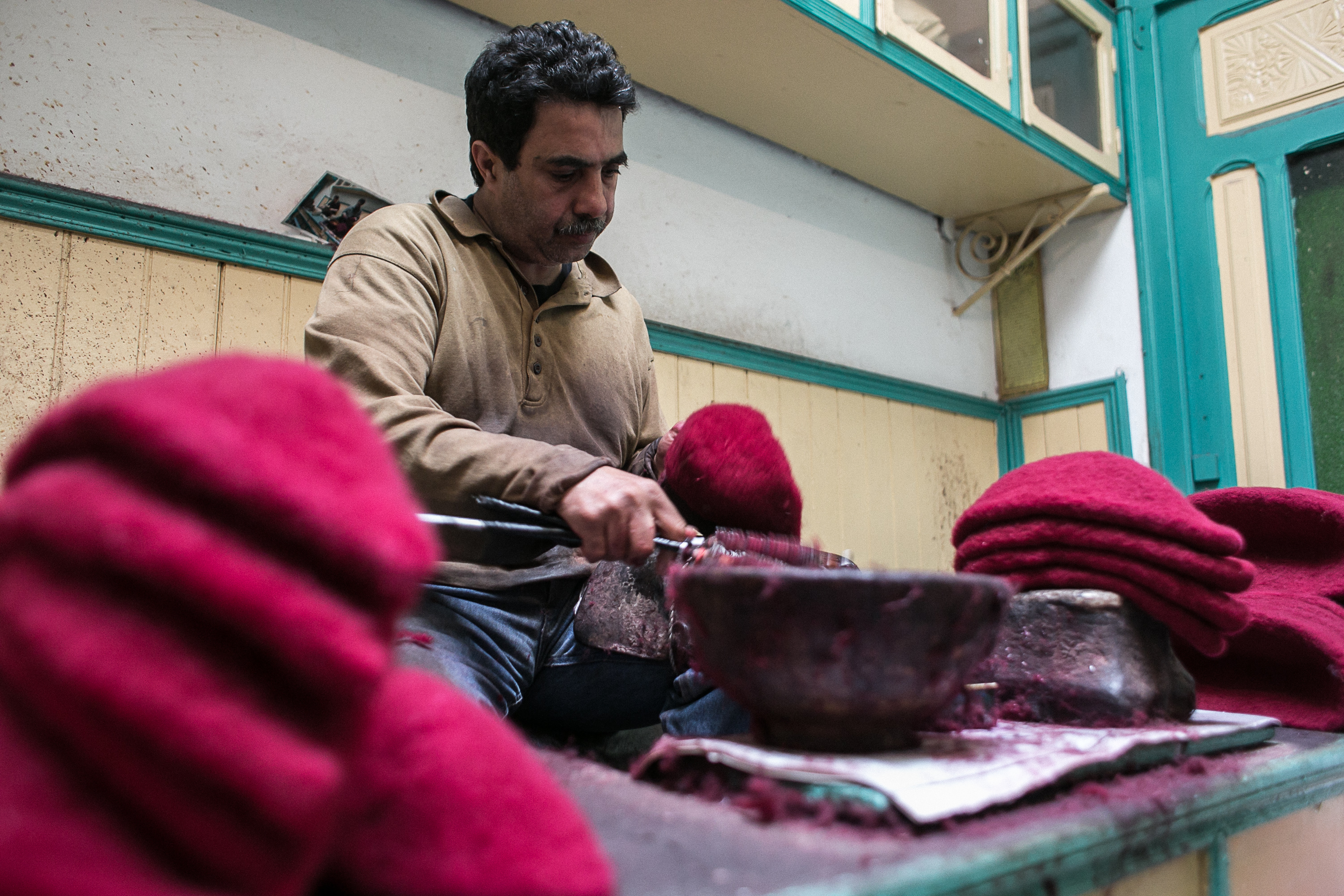
Artisan travaillant sur des chéchias.

Le secteur de l'artisanat emploie en 2007 environ 350 000 personnes, soit 9,7 % de la population active, et contribue pour 2,32 % des exportations nationales. Les régions de Nabeul et de Kairouan sont les deux premiers centres de production artisanales, la première pour la céramique et la seconde pour les tapis.
Les artisans sont représentés au niveau de la Fédération nationale de l'artisanat qui est rattachée à l'organisation patronale de l'Union tunisienne de l'industrie, du commerce et de l'artisanat.
L'État intervient pour sa part à travers l'Office national de l'artisanat, entreprise publique créée le 14 octobre 1959 et placée sous la tutelle du ministère du Commerce, qui a pour fonctions d'encadrer le secteur — par la formation, les études économiques, la promotion, l'assistance aux artisans ou encore le développement de la coopération internationale — et de commercialiser les produits artisanaux, notamment à destination des touristes. Dès 1990, ses fonctions strictement commerciales sont confiées à une société distincte : la Société de commercialisation des produits de l'artisanat.
Des foires, salons et expositions sont organisées régulièrement, notamment le Salon de création artisanale qui a lieu en mars de chaque année.

#### Transport
Le secteur des transports est en pleine évolution : libéralisation des modes de transport, privatisations, mise à niveau, restructuration et assainissement des infrastructures, etc.

##### Transport maritime
La Tunisie compte aujourd'hui sept ports de commerce (Radès, Sfax, Bizerte, Gabès, Sousse, Zarzis et La Goulette) tandis qu'un port en eaux profondes va être réalisé à Enfida. Placés sous la gestion de l'Office de la marine marchande et des ports, ils assurent à eux seuls 96 % du commerce extérieur tunisien. Le port de Radès occupe une place importante de par sa spécialisation dans le trafic de conteneurs et unités roulantes (essentiellement le trafic des remorques) : il assure 22 % du trafic global, 90 % du tonnage des marchandises conteneurisées, 90 % du tonnage des marchandises chargées dans des unités roulantes, 92 % du trafic de conteneurs en EVP, 91 % du trafic des unités roulantes et 23 % du trafic de navires enregistré dans l'ensemble des ports de commerce tunisiens.
Avec ses 550 000 passagers et ses 415 000 croisiéristes enregistrés en 2004, le port de La Goulette est l'une des destinations les plus appréciées dans l'ouest du bassin méditerranéen.

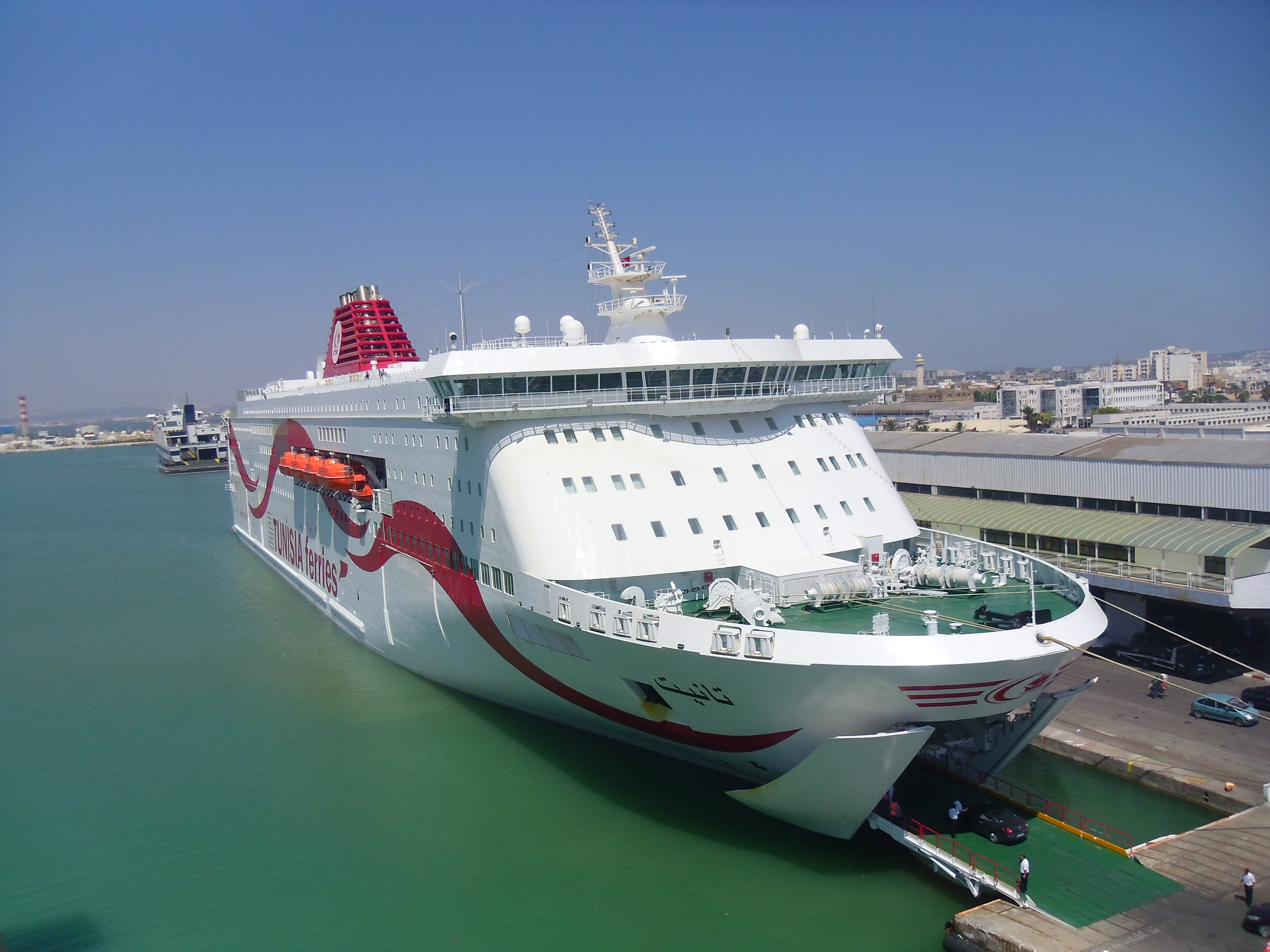
Le Tanit dans le port de La Goulette.

Le trafic de marchandises atteint 20 018 000 tonnes pour l'année 2004 (en hausse de 3,2 % par rapport au trafic de l'année 2003 évalué à 19 385 000 tonnes). Il se partage en 14 030 000 tonnes d'importations et 6 973 000 tonnes d'exportations.
La Compagnie tunisienne de navigation, société publique, est le principal armateur du pays et assure des lignes régulières reliant les deux rives de la mer Méditerranée (vers Marseille, Gênes, Livourne et Barcelone). Il existe par ailleurs en Tunisie sept compagnies privées qui assurent surtout le transport des hydrocarbures et des produits chimiques sur les lignes internationales.

##### Transport aérien
La Tunisie compte 29 aéroports dont sept aéroports internationaux. Le principal aéroport du pays est celui de Tunis-Carthage, situé à dix kilomètres de la capitale. Il existe par ailleurs six autres aéroports internationaux : Monastir-Habib Bourguiba, Djerba-Zarzis, Tozeur-Nefta, Sfax-Thyna, Tabarka-Aïn Draham et Gafsa-Ksar. Les aéroports de Tunis et de Monastir sont respectivement le second et troisième aéroports les plus actifs du Maghreb. Dans ce contexte, il est prévu d'amplifier leur capacité ainsi que celle de l'aéroport de Djerba. Par ailleurs, un nouvel aéroport situé à Enfida (à cent kilomètres au sud de Tunis) est opérationnel depuis la fin 2009, avec une capacité de sept millions de passagers par an.

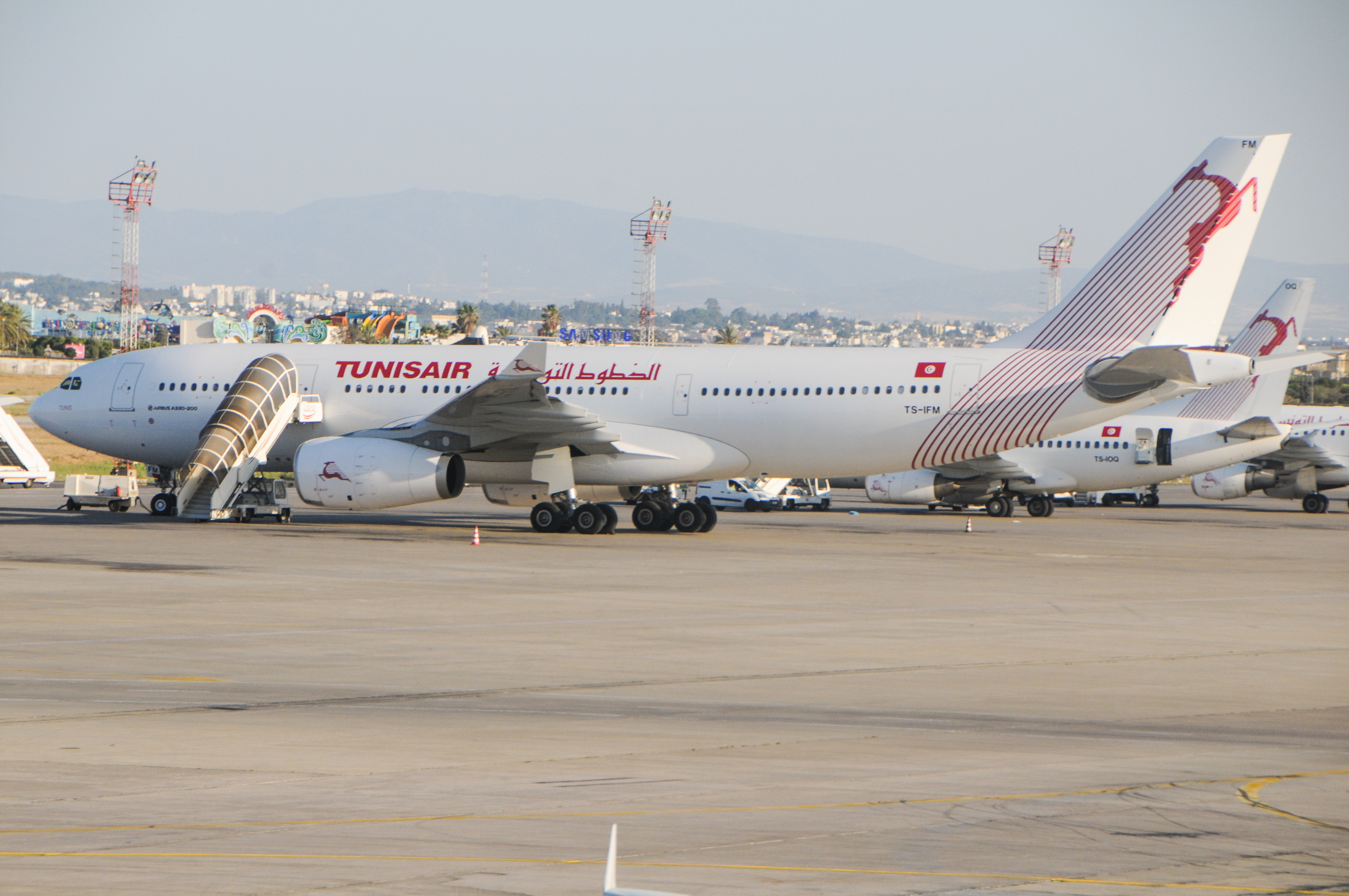
Airbus A330 de Tunisair à l'aéroport de Tunis-Carthage.

En 2005, 39,2 % du trafic s'effectue par l'aéroport international de Tunis-Carthage. Durant la même année, le fret commercial réalisé par la compagnie nationale Tunisair atteint 14 602 tonnes contre 14 487 tonnes en 2004 soit 77,5 % du fret aérien national. Plus des deux-tiers du trafic commercial aérien sont destinés à l'Europe.
Tunisair, qui dispose de 30 avions, est la première compagnie aérienne du pays (48 % du marché) et assure des liaisons régulières vers plus de 55 destinations à travers le monde. Sa filiale Tunisair Express assure quant à elle les vols intérieurs et régionaux aux côtés de quelques petites entreprises privées de vols charters comme Karthago Airlines et Nouvelair Tunisie. En 2011, deux autres compagnies privées, Freejet et Syphax Airlines, sont autorisées par le Conseil national de l'aviation civile.

##### Transport ferroviaire

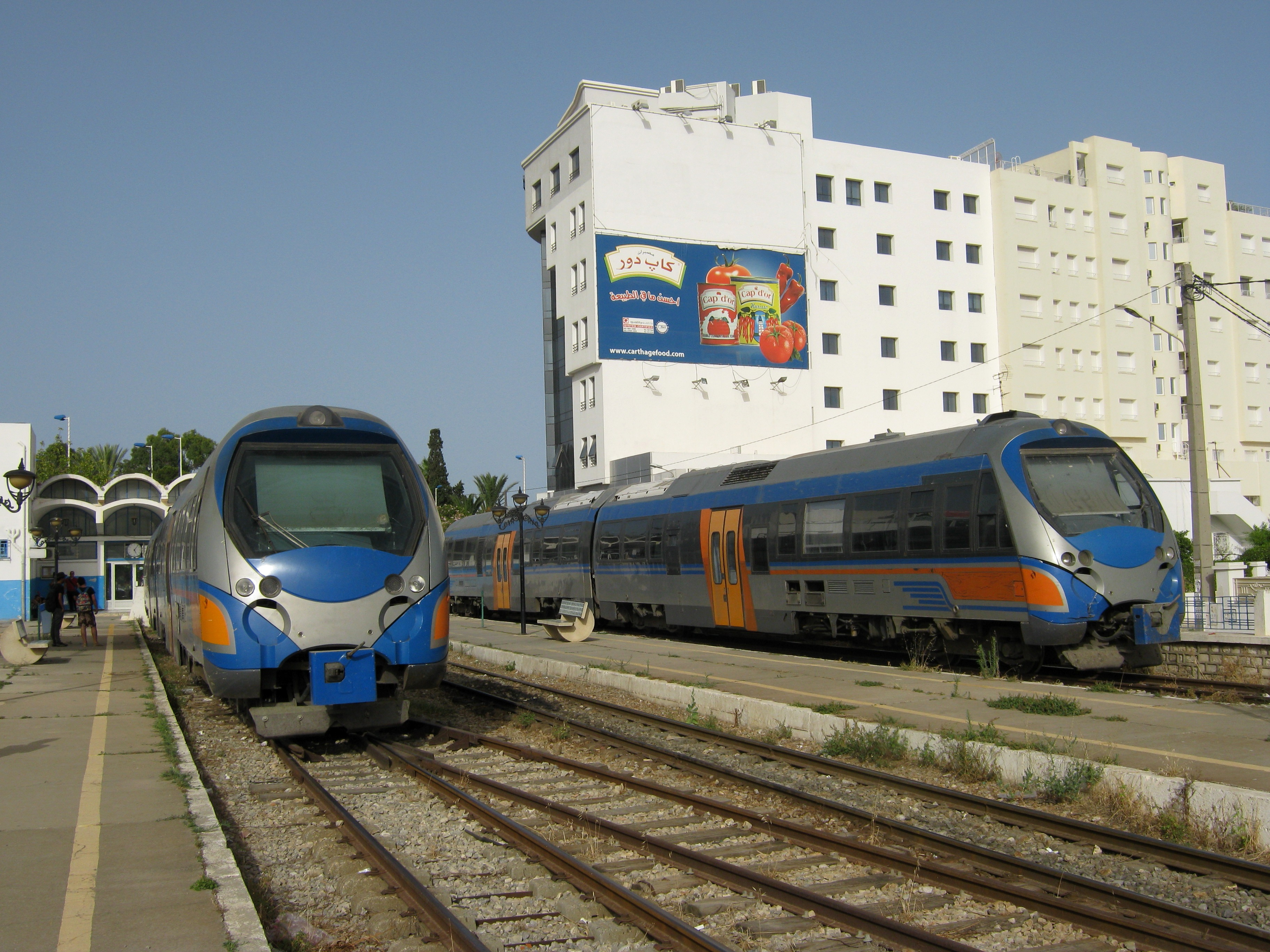
Trains en gare de Nabeul.

Le transport ferroviaire assure plus du tiers des déplacements nationaux à travers un réseau national de 2 165 kilomètres de voies ferrées dont :
- 471 kilomètres de lignes à écartement standard (1 437 mm) ;
- 1 686 kilomètres de lignes à écartement métrique (1 000 mm) dont 90 kilomètres seulement sont électrifiés ;
- 8 kilomètres de lignes à écartement mixte (standard et métrique).

La première ligne de chemin de fer du pays (Tunis – La Marsa) est inaugurée en août 1872 (neuf ans avant l'instauration du protectorat français). La première grande ligne (192 kilomètres), reliant Tunis à Ghardimaou, est mise en service entre 1878 et 1880 afin d'acheminer les matières premières de l'ouest du pays vers les ports puis vers la France. Ces deux lignes sont édifiées selon les normes internationales (écartement standard de 1 437 mm).
Le réseau est aujourd'hui exploité par la Société nationale des chemins de fer tunisiens (SNCFT) ainsi que par la Société des transports de Tunis spécialisée dans le transport urbain dans la région de Tunis. En 2004, la SNCFT transporte 36 319 000 voyageurs et 11 036 000 tonnes de marchandises dont 7 585 000 tonnes de phosphates. Lors de cette même année, le transport de marchandises connaît une baisse de 4,3 % en raison de l'épuisement du gisement de fer de Jérissa. En 2007, la capacité du transport des passagers atteint pour sa part 116 000 places (renforcée occasionnellement dans les périodes de congés).

##### Transport routier

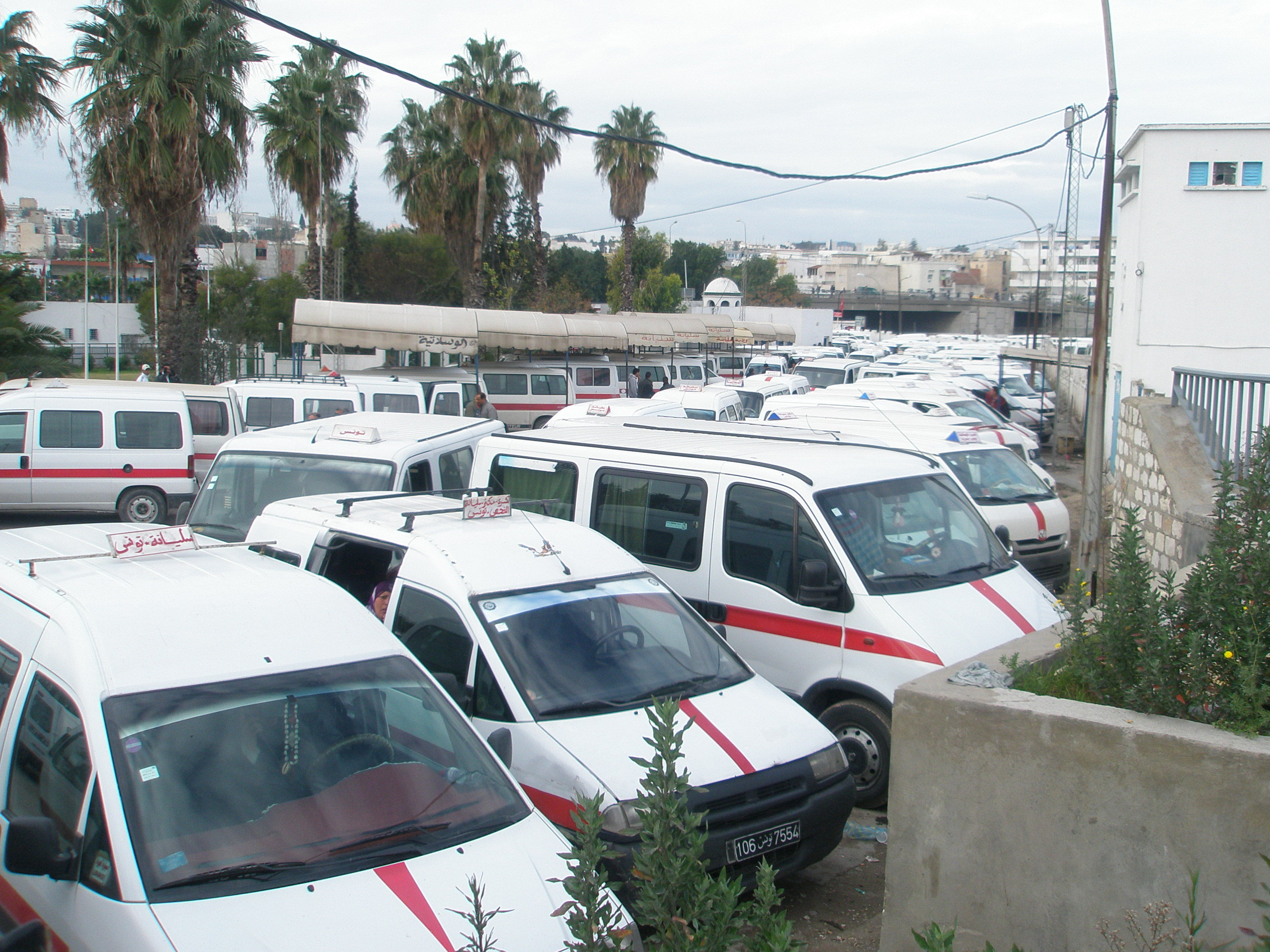
Station de louages (taxis collectifs) à Tunis.

La Tunisie dispose d'un réseau de 19 418 kilomètres de routes dont 14 756 kilomètres de routes goudronnées ainsi que de trois autoroutes reliant Tunis à Gabès au sud, Bizerte au nord ou Bou Salem à l'ouest.
Le secteur du transport routier domine les transports terrestres de voyageurs et de marchandises. Il est néanmoins dominé par les sociétés étrangères à cause du petit nombre d'entreprises tunisiennes : la SNTRI (Société nationale de transport interurbain), la SNT (Société nationale de transport) ainsi que les douze STRG (sociétés régionales de transport). Trente entreprises tunisiennes opèrent par ailleurs dans le cadre du transport international routier (TIR). Sur le plan national, le transport routier de marchandises se caractérise par une croissance de l'offre annuelle d'environ 28 %, dépassant ainsi la demande qui augmente à un rythme d'environ 6 % par an. Ceci entraîne une baisse des tarifs et une hausse du taux de trafic à vide (estimée à 50 % de l'activité totale).
Ratifié par le gouvernement tunisien en 1970, le régime ATA (admission temporaire) demeure peu connu et peu utilisé en Tunisie. Il permet la franchise totale de taxes douanières pour les marchandises destinées à être présentées ou utilisées lors de foires ou manifestations commerciales.

#### Télécommunications
Les infrastructures de télécommunications sont largement développées en Tunisie. Le réseau téléphonique comptait environ quinze millions d'abonnés en 2017 dont plus de quatorze millions d'abonnés mobiles. Environ 55,5 % de la population a accès à Internet durant la même année.
À partir de 1999, le gouvernement tunisien se fixe comme objectif de donner aux Tunisiens l'accès à des services de télécommunications performants sur le plan de la qualité et du coût. À cet effet, le Xe plan de développement économique a prévu des investissements de 2,8 milliards de dinars dans ce secteur. Les principales mesures ont concerné la modernisation et le développement de l'infrastructure, l'amélioration de la couverture et de la qualité des réseaux téléphoniques ou l'amélioration de la capacité d'accès à Internet. En 2005, 660 millions de dinars (dont 199 millions de la part du secteur privé) sont dépensés dans le but de créer 140 000 nouvelles lignes de téléphone fixe, en renforcement du million et demi de lignes existantes, et d'étendre le réseau GSM pour atteindre 4,7 millions d'abonnés. Il est également prévu de renforcer le réseau ADSL, d'améliorer et de sécuriser le trafic et de diversifier les débits terrestres et maritimes ainsi que ceux reliés par satellite. Un ensemble d'actions et de mesures sont également arrêtées concernant la mise en place de l'administration électronique, le soutien au secteur privé pour investir dans le domaine de l'informatique, la promotion de l'industrie des logiciels et la diffusion de la culture numérique à grande échelle.
Parallèlement, la Tunisie a entrepris l'ouverture de ce secteur à la concurrence en application de ses engagements vis-à-vis de l'Accord général sur le commerce des services et en préparation aux négociations en cours à l'OMC. Dans ce contexte, plusieurs actions importantes ont été entreprises pour actualiser le cadre règlementaire.

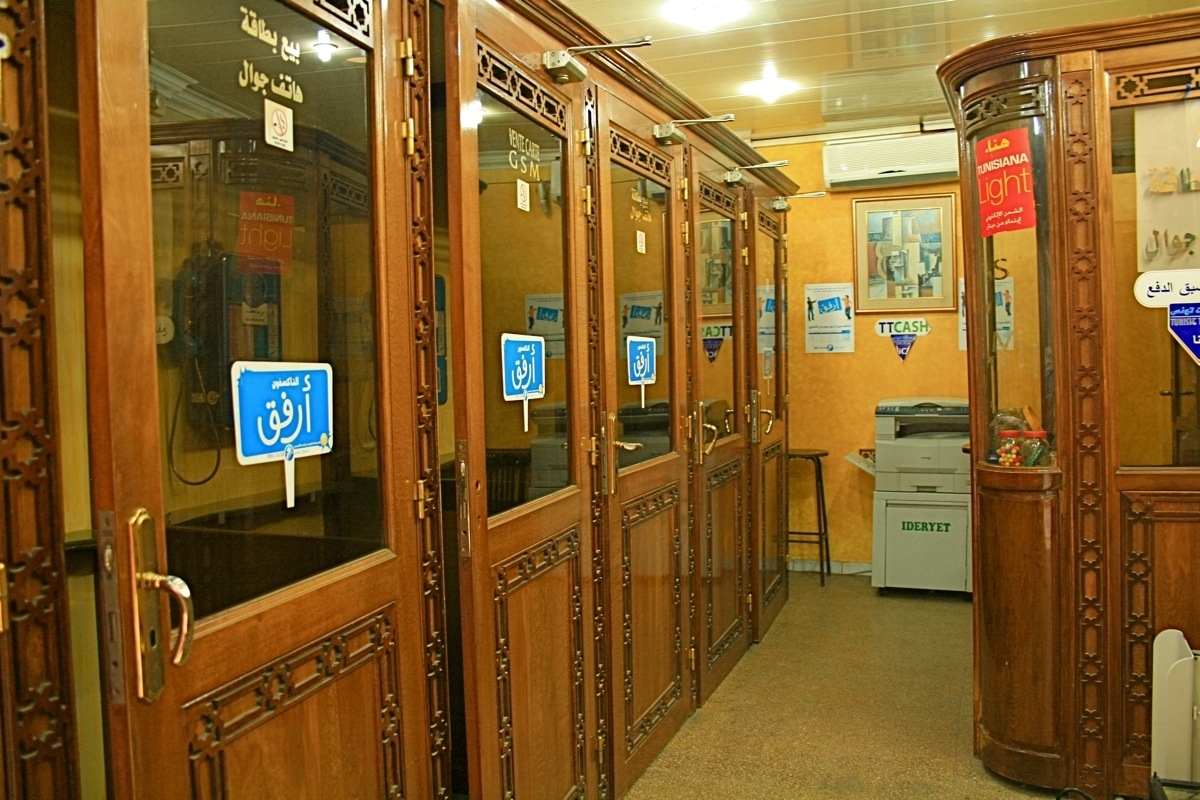
Cabines publiques (« publiphone ») à Tunis.

L'opérateur historique, Tunisie Télécom, est le seul fournisseur de la plupart des services de base et notamment de la téléphonie fixe. L'ouverture de 35 % de son capital a lieu à la fin 2005 au profit de TeCom Dig (Dubaï) pour un montant de 3,05 milliards de dinars, ce qui dépasse l'ensemble des recettes de privatisations encaissées par l'État tunisien dès 1987. Trois opérateurs se partagent par ailleurs le marché de la téléphonie mobile : Tunisie Télécom, Ooredoo et Orange Tunisie. Selon les autorités, Orascom possède plus d'un million d'abonnés en 2005. L'Agence tunisienne d'Internet gère le réseau web sur le plan national. On recense douze fournisseurs d'accès (sept publics et cinq privés). Il existe par ailleurs 234 « publinets » (accès publics à Internet) répartis sur l'ensemble du territoire. La connexion ADSL est commercialisée en mai 2002 mais a du mal à décoller à cause de tarifs jugés trop élevés : 114 166 abonnements ont été conclus à la fin 2007.
De plus, le commerce électronique est un secteur en développement qui connaît des difficultés, notamment en raison d'un problème de moyens de paiement en ligne sécurisé, tout comme la téléphonie IP. La Tunisie a enfin accueilli, en novembre 2005, la deuxième phase du Sommet mondial sur la société de l'information (SMSI), organisé par l'Union internationale des télécommunications, accédant ainsi à une visibilité et à une notoriété internationale. À la fin de 2015, la Tunisie compte 980 sites de commerce électronique pour un chiffre d'affaires de 1,5 million de dinars. Selon le classement mondial du commerce électronique de 2016, la Tunisie est le troisième pays africain et 73e au niveau mondial.

### Technologies
Le pays tente également de développer le secteur des nouvelles technologies. Le pôle d'El Ghazala, dans la banlieue de Tunis, accueille déjà quelques poids lourds du secteur (Alcatel, Ericsson ou STMicroelectronics) convaincus de la compétitivité des ingénieurs tunisiens. En effet, à compétence égale, leur salaire est deux fois moins élevé que celui d'un ingénieur français. Les exportations de services de centres d'appel connaissent également un développement important : il existe actuellement sept centres à participation étrangère, dont six sont totalement exportateurs, qui emploient au total plus de 1 100 personnes. Les facteurs techniques spécifiques à la Tunisie comprennent le nombre élevé d'agents qualifiés, la maîtrise de la langue française et le coût compétitif de sa main-d'œuvre par rapport à celle des pays concurrents.
La Tunisie a mis en place sept technopoles en cours de développement :
- région de Tunis :
  - El Ghazala (technologies de la communication) ;
  - Sidi Thabet (biotechnologies et industrie pharmaceutique) ;
  - Borj Cédria (énergies renouvelables, eau, environnement et biotechnologies végétales) ;
- région de Sfax :
  - Sakiet Ezzit (informatique et multimédia) ;
- Sousse (mécanique, électronique et informatique) ;
- Monastir (textile et habillement) ;
- Bizerte (industrie agroalimentaire).

### Secteur informel

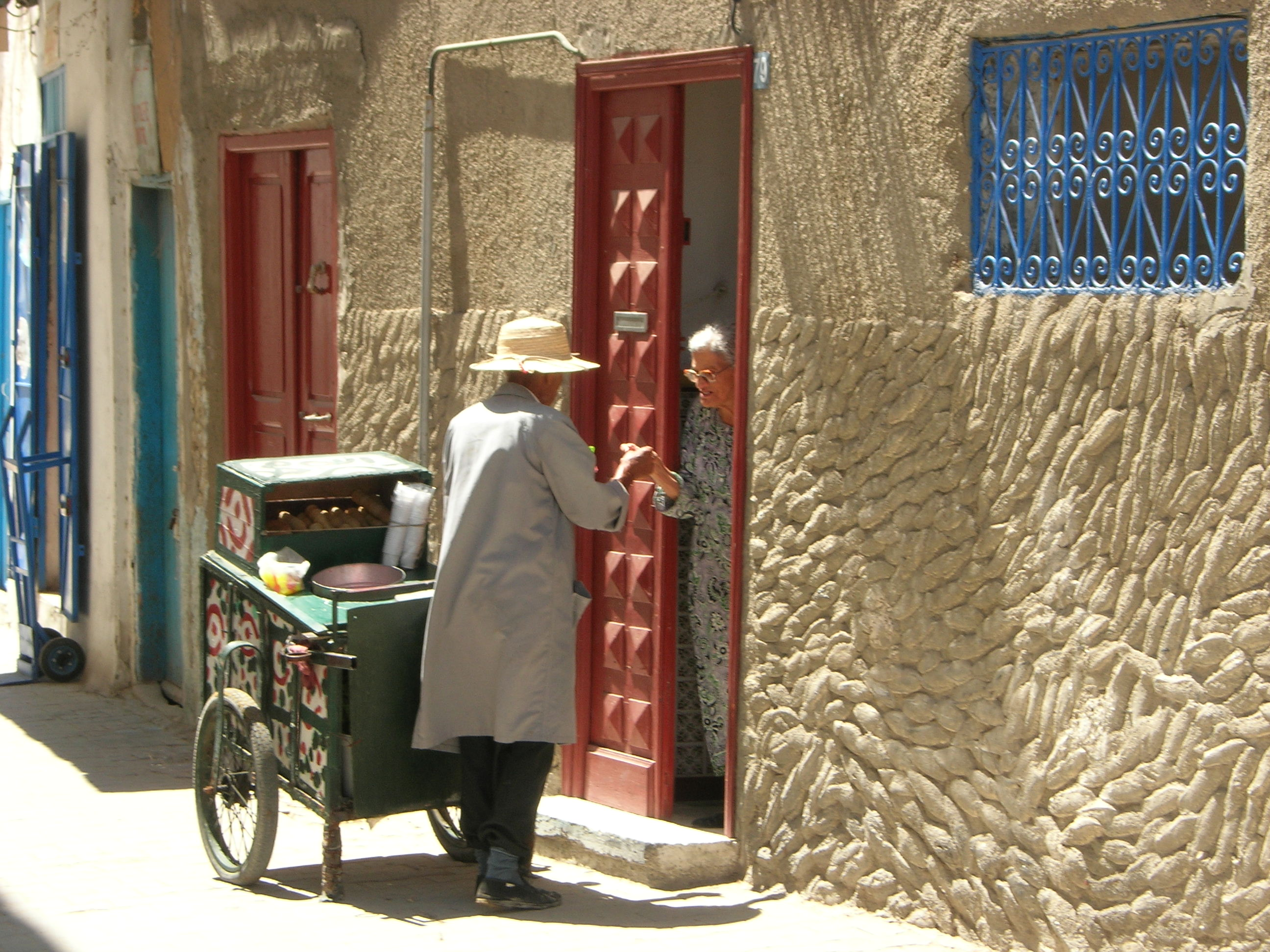
Vendeur de thé à domicile.

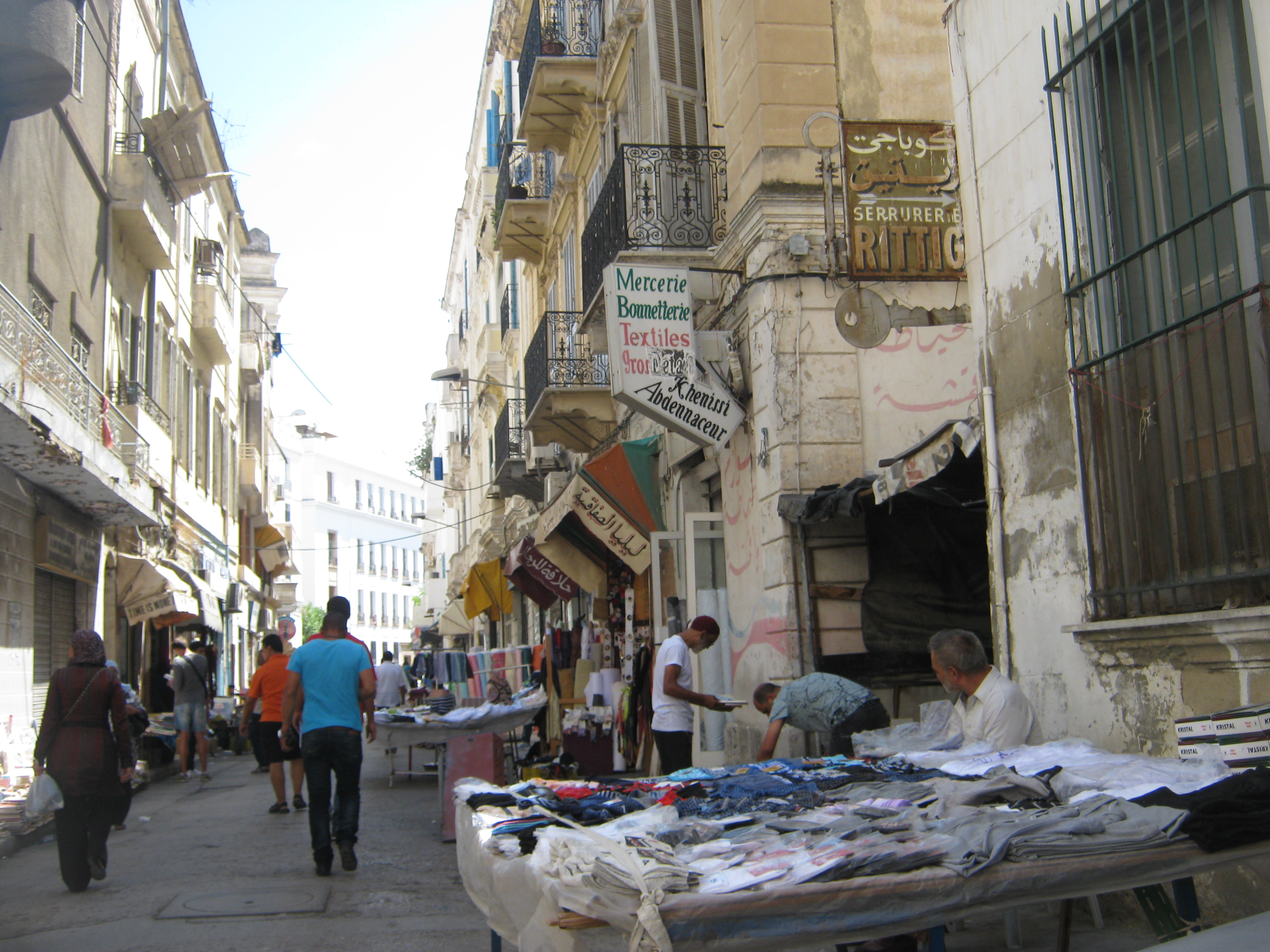
Vendeurs dans la rue des Tanneurs à Tunis.

La taille de l'économie informelle est difficile à mesurer de manière précise. En 2018, on estime qu'elle contribuerait à hauteur de 54 % du PIB, conduisant à une perte fiscale de 2,6 milliards de dinars pour l'État.
Selon Mondher Benarous, le secteur informel se caractérise par une multitude de micro-entreprises indépendantes ou à caractère familial ayant une taille moyenne comprise entre 2,4 et 3,6 personnes. Les relations de travail y sont fondées sur l'emploi occasionnel, les liens de parenté ou les relations personnelles et sociales plutôt que des accords contractuels comportant des garanties en bonne et due forme. Selon une étude du Centre de la femme arabe pour la formation et la recherche datée de 2016, 45 % des Tunisiennes actives travaillent dans le secteur informel.
Pourtant, cette situation ne relève pas d'une illégalité cachée mais tolérée. Les autorités n'osent pas agir et appliquer la loi qui prévoit des amendes assorties de la confiscation de la marchandise, vu que ce commerce constitue pour beaucoup de personnes leur unique subside,. Dans ce contexte, certaines complicités de la part de personnalités politiques ou de fonctionnaires sont parfois dénoncées. Déjà, selon une enquête réalisée par l'Organisation de défense du consommateur au printemps 2006, 77,6 % des Tunisiens achetaient des produits vendus sur les marchés parallèles et 69,6 % affirmaient qu'ils continuaient à acheter des produits imités et non contrôlés en sachant qu'ils sont dangereux pour la santé ou l'hygiène. 88,1 % des consommateurs y avaient recours pour les prix bas et 44,8 % pensaient que c'étaient des marchés caractérisés par une offre abondante et diversifiée. Avec la pression fiscale imposée par la loi de finances 2018, même des entreprises finissent par se fournir sur le marché informel.
C'est dans les grandes villes que ce commerce se pratique le plus. À l'intérieur du pays, on voit aussi se développer une économie parallèle dans de nombreuses villes : les marchandises arrivent essentiellement dans des conteneurs via les ports (Sfax, Sousse et Bizerte) qui assurent 75 % des échanges. Elles sont ensuite acheminées par camions vers de grands entrepôts. De là, elles sont distribuées à des grossistes et détaillants dans plusieurs villes dont Tunis (marché Moncef Bey, rue Zarkoun, rue Sidi Boumendil, etc.). Les prix de ces marchandises importées, qui répondent à la demande tunisienne, sont abordables par rapport à ceux affichés dans les espaces du secteur organisé. Ben Gardane et Kasserine jouent aussi un rôle grâce à leurs connexions avec les marchés algérien et libyen, même si la guerre civile dans ce dernier pays a bouleversé la donne. En 2016, le commerce informel transfrontalier représente environ 6 milliards de dinars.

## Énergie

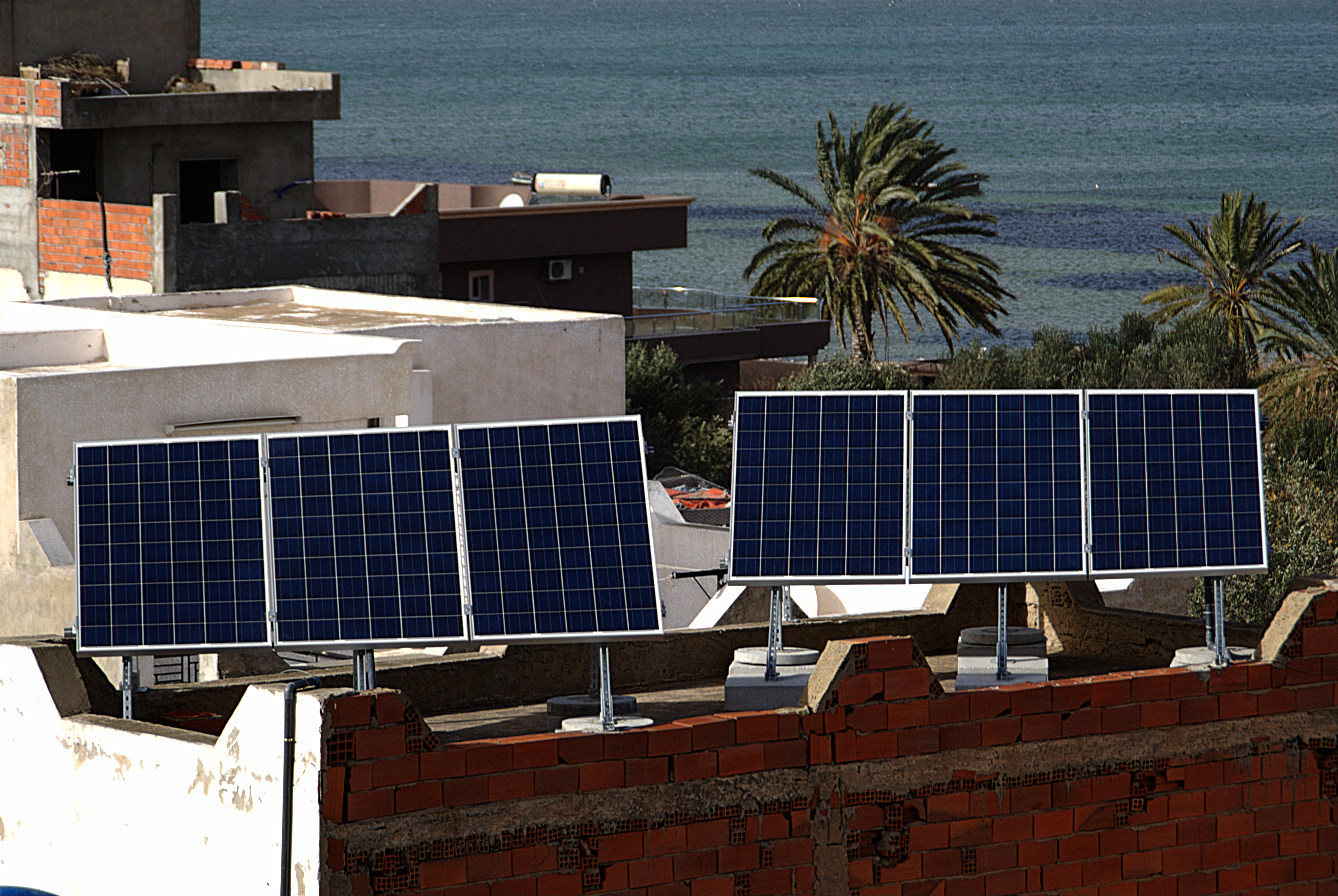
Panneaux solaires sur une maison individuelle.

Les ressources naturelles de la Tunisie sont modestes si on les compare à celles de ses voisines : l'Algérie et la Libye. Cette modestie en ressources naturelles contraint le pays à importer du pétrole, ce qui participe à la montée du coût de l'essence : le litre franchit, le 26 avril 2006, la barre d'un dinar pour se vendre à 1,50 dinar tunisien (un prix équivalent aux prix européens du point de vue de la parité de pouvoir d'achat). Le secteur de l'industrie est le premier consommateur d'énergie, avec une part de 36 % de la consommation globale, suivi par le secteur du transport avec 30 % de la consommation totale. La Tunisie envisage alors le gaz naturel comme une alternative au pétrole dans certains domaines. Ainsi, le 20 mai 2002, le premier bus au gaz naturel commence à circuler dans les rues de Tunis. Un programme est mis en œuvre pour la maîtrise de l'énergie : il est envisagé de réduire la consommation d'énergie dans certaines entreprises et administrations de 6 à 12 % par rapport à 2005 et des campagnes gratuites de diagnostic des moteurs, en collaboration avec les ministères de l'Industrie et du Transport, sont mises en place.
Les énergies renouvelables en Tunisie ne représentent que 3 % de la production énergétique malgré le grand potentiel qu'offre le territoire tunisien pour une exploitation de l'énergie solaire.

### Phosphates

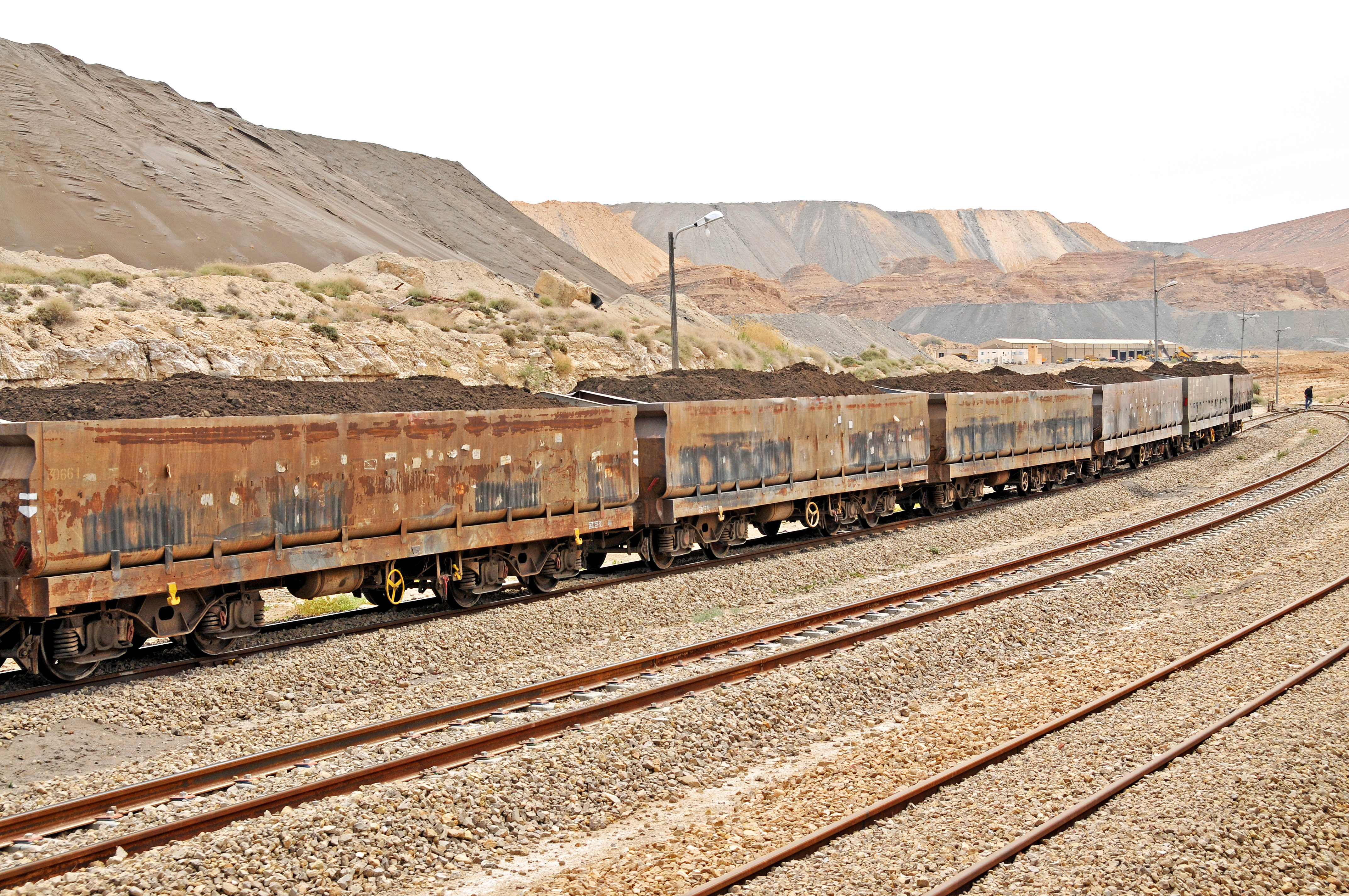
Train de phosphates près de Métlaoui.

En 1957, Armiger et Fried comparent dix sources de phosphate de roche et leurs travaux démontrent que le meilleur phosphate de roche provient de Tunisie (phosphate Gafsa) suivi de celui de Caroline du Sud. Le phosphate est extrait par la Compagnie des phosphates de Gafsa dans plusieurs gisements situés dans le centre de la Tunisie et en particulier dans la région de Gafsa. 15 % du phosphate produit sont vendus à l'état brut et 85 % sont transformés par le Groupe chimique tunisien. Sa transformation s'effectue dans des usines, sur place à Mdhilla, ou majoritairement à Sfax, Gabès et Skhira. La production est alors exportée par le port de Sfax. En 1999, la Tunisie était le cinquième producteur mondial de phosphate avec 5,5 % du total mondial. À l'échelle africaine, elle possède avec le Maroc, l'Afrique du Sud, l'Algérie et le Sénégal 98 % des réserves. Au cours des douze dernières années, sa production a augmenté d'environ deux millions de tonnes, la Chine ayant approximativement doublé sa production dans la même période. Néanmoins, une baisse de la production est prévue à terme.

### Pétrole

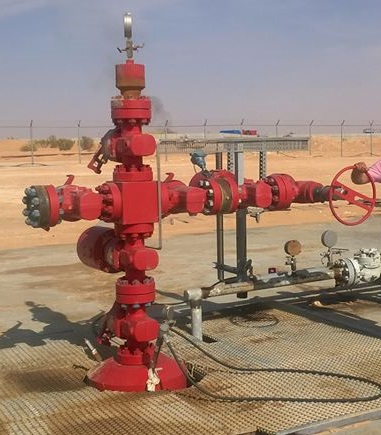
Tête de puits de pétrole à Al Tarfa dans le sud du pays.

Selon les estimations, la Tunisie possède des réserves prouvées de pétrole brut estimées à 425 millions de barils en janvier 2015. La majorité est située dans le golfe de Gabès et le bassin de Ghadamès dans le sud du pays.
Le pays produit près de 40 000 barils de pétrole brut par jour en 2016, ce qui représente un déclin par rapport aux 80 000 barils produits en 2010 et s'accompagne du départ d'acteurs comme Eni ou Shell. En 2017, la majorité de la production nationale (73 %) provient de seulement six concessions (Adam, Ashtart, Didon, El Borma, Miskar et Oued Zar), alors que 26 permis d'exploitation sont opérés contre 52 en 2010 ; Adam, situé dans la région de Borj el-Khadra et géré par Agip (Italie), est devenu en 2005 le plus important champ pétrolifère du pays avec une production de 18 000 barils par jour. Cette production ne parvient toutefois pas à couvrir la demande locale, qui se monte à 86 000 barils par jour en 2013, ce qui contribue à l'émergence de la contrebande (30 % du marché). La dette énergétique représente en 2018 un tiers du déficit commercial du pays.
En 2017, le Code des hydrocarbures est amendé et exige désormais l'approbation de l'Assemblée des représentants du peuple pour l'obtention de permis. Deux ans plus tard, six permis d'exploration sont octroyés, dont trois pour la première fois en offshore dans le nord du pays, représentant une augmentation d'un tiers par rapport à 2018 associée à une hausse des investissements.
Le secteur est dominé par une société publique, l'Entreprise tunisienne d'activités pétrolières (ETAP), fondée en 1972 et dont la mission est de gérer les activités d'exploration et de production de pétrole mais aussi de gaz naturel pour le compte du gouvernement. Elle cherche à attirer les capitaux étrangers, ce qui a conduit le gouvernement à réformer les lois sur les hydrocarbures en août 2000. Elle noue également des joint-ventures avec des compagnies étrangères comme British Gas, Marathon Oil, Total, OMV ou encore Petrofac.
L'unique raffinerie du pays, située à Bizerte, est gérée par la Société tunisienne des industries de raffinage ; elle possède une capacité de production de 34 000 barils par jour. De ce fait, le pays doit exporter du pétrole brut et importer des produits raffinés. Le 26 mai 2007, la compagnie Qatar Petroleum remporte un appel d'offres international pour la construction et l'exploitation de la première raffinerie privée qui doit entrer en service au terminal pétrolier de Skhira ; elle aura une capacité de 120 000 barils par jour.

### Gaz naturel

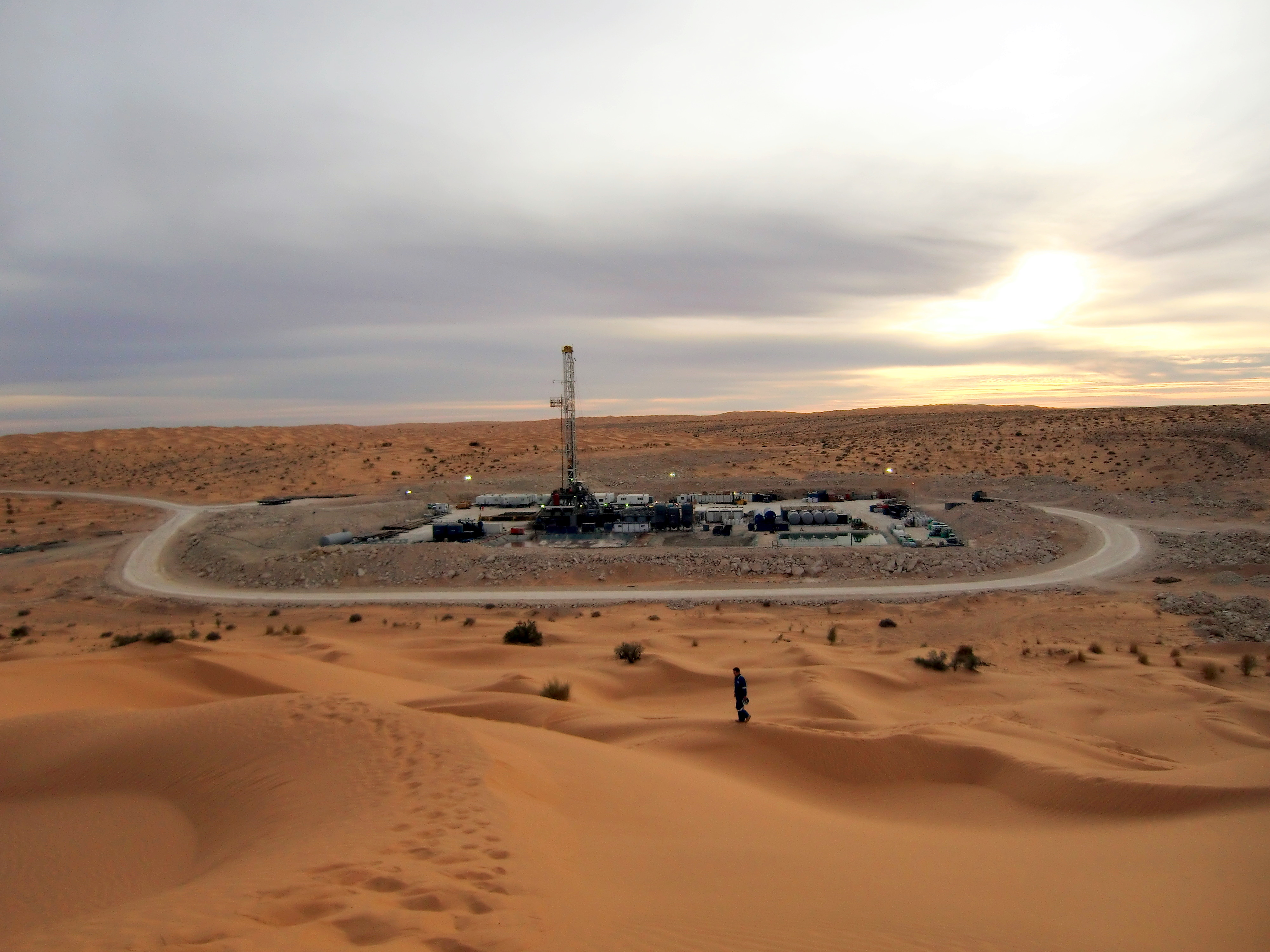
Puits Fella-1 du champ gazier de Nawara.

Face aux limites de sa production pétrolière, le pays se tourne de plus en plus vers le gaz naturel pour couvrir sa demande en énergie : la Société tunisienne de l'électricité et du gaz (STEG) précise que 44 % de la consommation tunisienne provient du gaz en 2005 contre 14 % en 2003. Le pays dispose de réserves prouvées de 65,13 milliards de pieds cubes en 2014. En 2013, le pays produit 1,879 milliard de pieds cubes tout en consommant 4,079 milliards de pieds cubes durant la même année.
60 % de la production provient des gisements exploités par British Gas, le plus important investisseur énergétique en Tunisie, à Miskar et Hasdrubal. Le premier site, principal champ du pays, est découvert en 1975 par Elf dans le golfe de Gabès ; le second est opérationnel depuis la fin 2009. La Tunisie compte quatre autres champs gaziers tous exploités par la STEG : El Franning, El Borma, Baguel et Zinnia.
Les entreprises tunisiennes constituent 19 % du marché de l'exploration et de la production du pays. L'ETAP gère les réserves nationales et agit en tant que partenaire principal dans presque toutes les activités d'exploration et de production car elle détient 51 % de toutes les concessions. Mais ce sont les entreprises américaines qui dominent avec 38 % du marché, suivi par les entreprises européennes avec 19 %, canadiennes avec 12 % et asiatiques avec 10 %.
Les principaux acteurs dans le secteur du gaz tunisien sont :
| - British Gas ( Royaume-Uni) ; - Crosco Integrated Drilling and Well Services ( Croatie) ; - Entreprise tunisienne d'activités pétrolières ( Tunisie) ; - ExxonMobil ( États-Unis) ; | - Kuwait Foreign Petroleum Exploration Company ( Koweït) ; - Pioneer Natural Resource Company ( États-Unis) ; - Shell ( Pays-Bas) ; - Total ( France). |

Le gazoduc transméditerranéen (TransMed), qui traverse le territoire tunisien sur approximativement 370 kilomètres, transporte le gaz algérien vers la Sicile via le cap Bon. Le pays touche donc des redevances de transit (5,25 % à 6,75 % de la valeur du gaz en transit).

### Électricité
La grande majorité de l'électricité du pays est produite à base d'énergies fossiles (97 % de la capacité totale), le résidu étant produit à partir d'énergie hydroélectrique et éolienne. Le pays dispose en 2012 d'une capacité totale de 16,9 milliards de kWh alors que la consommation atteint 13,31 milliards de kWh.
Jusqu'en 1996, la STEG dispose d'un monopole sur la production, la distribution et la facturation de l'électricité mais assure encore en 2006 près de 80 % de la production. En 2002, la première centrale indépendante, propriété de la Carthage Power Company (consortium regroupant désormais la BTU Power et la Marubeni Power Holdings BV) fonctionnant au gaz naturel et au fioul, est mise en service à Radès. Dans le même temps, le gouvernement cherche à développer les énergies renouvelables. Il annonce ainsi en mai 2003 l'installation de douze éoliennes au champ existant à El Haouaria afin de porter la capacité de production à 20 MW.
Le 17 août 2011, le gouvernement tunisien annonce qu'il va investir deux milliards de dollars (environ 2,7 milliards de dinars) dans des projets d'énergie solaire destinés à l'Europe, l'énergie produite devant être transmise par câble trans-méditerranéen à travers l'Italie. Après le vote d'une loi relative à la production d'électricité à partir de sources renouvelables en 2015 et la mise en place de formules de partenariat public-privé pour exploiter les concessions, l'objectif est de porter la part des énergies renouvelables de 3 % à 30 % du bouquet énergétique en 2030 avec une capacité de 4 700 MW.
Au niveau régional, la Tunisie s'implique dans le projet trans-maghrébin de connexion des divers réseaux de distribution du Maghreb à ceux de l'Espagne et du reste de l'Union européenne. La connexion avec le réseau algérien existe déjà et celle avec le réseau libyen est en cours.
En 2021, la Tunisie veut inaugurer un projet de panneaux solaires flottants, disposés sur le lac de Tunis, en banlieue de la capitale. Il s'agit d'un test réalisé afin de développer ce projet à plus grande échelle et de faire passer la Tunisie de 3 % à 30 % d'énergies renouvelables.

## Commerce extérieur de la Tunisie

### Intégration internationale

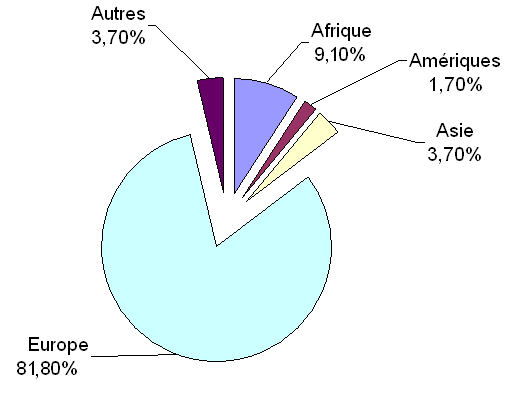
Exportations de la Tunisie en 2005 (sources : Banque centrale de Tunisie).

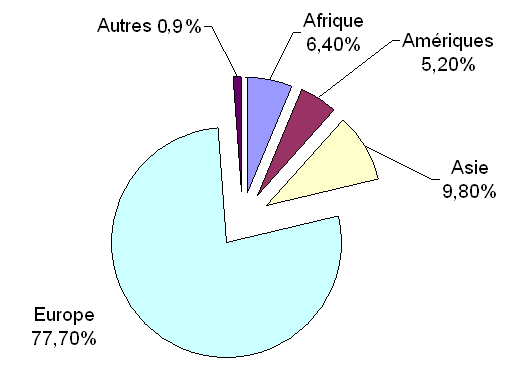
Importations de la Tunisie en 2005 (sources : Banque centrale de Tunisie).

Le principal partenaire économique de la Tunisie est l'Union européenne avec 43,8 % du total des importations et 71,4 % du total des exportations aux termes des sept premiers mois de 2023 : la France est le premier exportateur vers la Tunisie avec 22,8 % de parts de marché, devant l'Italie (18,7 %) et l'Allemagne (7,9 %), et reçoit 32,3 % des exportations réalisées par la Tunisie qui occupe une position remarquable dans le commerce extérieur français en étant son 21e client et son 23e fournisseur. En février 2008, les responsables patronaux français et tunisiens, Laurence Parisot et Hédi Djilani, signent un accord afin d'accroître encore davantage la coopération économique et les échanges entre les deux pays, ceux-ci étant passés de moins de deux milliards d'euros en 1995 à sept milliards en 2007. La Tunisie a également conclus des accords bilatéraux de libre-échange avec le Maroc, la Jordanie, l'Égypte et la Turquie.
La France est également le pays qui verse la plus grande partie des aides reçues par la Tunisie (environ dix euros par habitant). Au cours de la dernière décennie, et jusqu'à fin 2002, les concours français concessionnels ont atteint, sur un rythme annuel de 73 millions d'euros, un volume d'environ un milliard d'euros. Sur la période récente, la France fournit la moitié des flux bilatéraux reçus par la Tunisie, soit les trois-quarts de l'aide publique au développement (APD) en provenance de l'Union européenne et le quart de l'APD totale. À côté des aides bilatérales, la France participe à hauteur d'environ 18 % aux programmes d'aide financés par l'Union européenne et notamment les projets inscrits sur les lignes du programme MEDA (Programme de coopération pour le partenariat euro-méditerranéen) (412 millions d'euros sur le fonds MEDA pour 2000-2004) dont la Tunisie capte 15 % des ressources destinées au bassin méditerranéen.
La Banque maghrébine pour l'investissement et le commerce extérieur a pour mission d'aider à développer le commerce entre les pays du Maghreb, de créer des projets régionaux viables, d'attirer et faciliter la circulation des capitaux entre les pays de l'Union du Maghreb arabe.
La balance commerciale de la Tunisie en 2014 se présente de la manière suivante :
| Produits                                       | Importations (millions de dinars) | Exportations (millions de dinars) |
| ---------------------------------------------- | --------------------------------- | --------------------------------- |
| Produits agricoles et alimentaires de base     | 2 439,2                           | 1 138,2                           |
| Produits énergétiques                          | 7 381,5                           | 3 741,7                           |
| Produits miniers et phosphates                 | 932,1                             | 1 618                             |
| Autres produits intermédiaires                 | 14 740,8                          | 7 141,5                           |
| Produits d'équipement                          | 11 350                            | 5 365,1                           |
| Autres produits de consommation                | 5 198,9                           | 9 402,2                           |
| Total                                          | 42 042,5                          | 28 406,7                          |
| Sources : Institut national de la statistique, |                                   |                                   |

### Investissements étrangers

Évolution du nombre d'entreprises étrangères de 2001 à 2010 (sources : Agence de promotion de l'investissement extérieur).

Dans ce contexte, la Tunisie accorde une importance particulière aux investissements directs à l'étranger (IDE) en tant que complément aux investissements intérieurs et compte tenu de leurs contributions à la réalisation des objectifs nationaux (exportations, emplois, apports de transfert technologique, etc.) Le pays est considéré comme un « site d'investissement » dès 1994 par diverses agences internationales de notation. En 1995, l'Agence de promotion de l'investissement extérieur est créée sous la tutelle du ministère du Développement et de la Coopération internationale. L'agence, qui dispose de cinq bureaux à l'étranger (Paris, Bruxelles, Londres, Cologne et Milan), est chargée de la promotion de l'image du pays, la création de contacts directs avec des entreprises ciblées par le biais de salons et de foires spécialisées, le suivi des entreprises à travers des rencontres annuelles et l'amélioration de l'attractivité nationale par l'identification des difficultés rencontrées et la proposition de solutions adaptées.
En 2007, les IDE se montent à 1,23 milliard d'euros mais à 406 millions si l'on exclut les hydrocarbures et les privatisations. Les flux d'investissements étrangers représentent 19,1 % de l'investissement productif tunisien, 4,8 % du PIB, 45 % des entrées de capitaux extérieurs et 24 % des créations d'emploi.
Dans le domaine industriel, les IDE européens sont passés de 50 millions de dinars en 1996 à 400 millions en 2007. En 2006, les investissements croissent principalement dans les secteurs de l'énergie (+ 143,7 %) et de l'agriculture (+ 103,9 %) mais enregistrent un repli de 16,4 % dans les services autres que le tourisme et l'immobilier. Les entreprises à majorité européennes opèrent essentiellement dans les secteurs de l'énergie, du tourisme, de l'immobilier et de l'industrie textile. Selon le rapport 2008 de l'Agence de promotion de l'investissement extérieur, les États-Unis, le Portugal et l'Allemagne se distinguent en 2007 avec un accroissement respectif de leurs IDE de 176,3 %, 125,2 % et 101,3 %. Au niveau du classement général et si l'on exclut le secteur énergétique, la France continue d'occuper la tête du classement (92 millions d'euros injectés en 2007 dont 76 % dans l'industrie, 16,8 % dans l'énergie, 3,7 % dans les services, 1,9 % dans le tourisme et 1,6 % dans l'agriculture) devant l'Italie et l'Allemagne. Plus de 1 000 entreprises françaises sont implantées en Tunisie, contre 400 en 1995, constituant la moitié des implantations étrangères et le premier pourvoyeur étranger d'emplois avec près de 100 000 postes. Ces entreprises agissent notamment dans les secteurs textile (Lacoste, Petit Bateau, Chantelle, Aubade et Lafuma entre autres), mécanique, électrique et électronique (Autoliv, Valeo, Labinal, Sagem, Alcatel-Lucent ou encore Bull) ; ce secteur connaît une croissance importante dans la seconde moitié des années 2000, devenant le premier secteur d'investissement tous pays confondus, tout comme le secteur aéronautique et spatial avec l'arrivée de EADS Sogerma et Latécoère.
Toutefois, secteur énergétique compris, la France se fait devancée par le Royaume-Uni (471 millions d'euros), les États-Unis (128 millions) et l'Italie (103 millions) alors que la Chine et surtout les pays du Moyen-Orient, dont les Émirats arabes unis, tendent aussi à gagner des places.

### Apport des Tunisiens résidant à l'étranger
La Tunisie est un pays qui connaît un fort taux d'émigration : le nombre de Tunisiens résidant à l'étranger est évalué à 885 000. 83 % d'entre eux résident en Europe. Leurs transferts monétaires au pays se sont multipliés par 4,5 au cours de la période 1987-2005. Au cours des cinq dernières années, les transferts (5 % du PIB) sont, en moyenne, de 1 611 000 dinars, ce qui permet à l'économie nationale d'en tirer profit dans la mesure où cela représente 22,7 % de l'épargne nationale, soit l'un des quatre premiers secteurs fournissant des devises. Les 42 000 Tunisiens résidant en Allemagne fournissent à eux seuls plus de 50 millions d'euros chaque année.
Les Tunisiens résidant à l'étranger investissent, au cours de la période 2001-2005, 78 millions de dinars dans 1 730 projets fournissant quelque 7 700 emplois. Toutefois, la moyenne annuelle des projets créés au cours de cette période est en diminution en passant à 346 contre 362 pour la période 1996-2000. Pour Mohamed Nouri Jouini, ministre du Développement et de la Coopération internationale, « la contribution des Tunisiens à l'étranger dans l'effort de développement devrait être plus importante ».

### Stratégie de coopération de la Banque mondiale

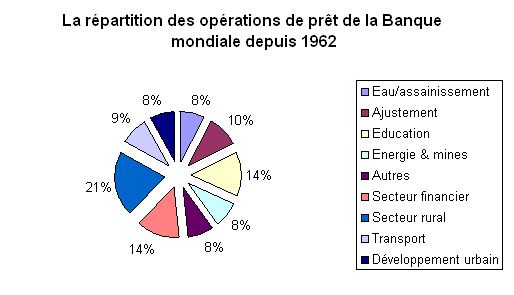
Répartition des opérations de prêt de la Banque mondiale de 1962 à 2005 (sources : Banque mondiale).

La Tunisie est devenue membre de la Banque mondiale en 1958. Depuis, et jusqu'en juillet 2005, la Banque mondiale a financé 128 opérations dans le pays avec une promesse initiale totale de 5,47 milliards de dollars.
En juin 2004, la Banque mondiale adopte une stratégie de coopération pour la période juillet 2004-juin 2008 (exercices budgétaires 2005-2008) qui propose d'aider le gouvernement tunisien à atteindre les trois objectifs stratégiques suivants :
- renforcer l'environnement des affaires, soutenir le développement d'un secteur privé plus compétitif et plus intégré internationalement et améliorer la compétitivité de l'économie tunisienne ;
- améliorer les qualifications et l'employabilité des diplômés et de la population active dans la « société du savoir » ;
- améliorer la qualité des services sociaux grâce à une plus grande efficacité des dépenses publiques.

La stratégie de coopération (structure organisationnelle des études analytiques, des opérations de prêts et du dialogue) met ainsi l'accent sur trois grands objectifs : consolidation du développement à long terme, appui aux réformes économiques et appui aux nouvelles initiatives adoptées en 2000 (CAS 2000). Car la Banque mondiale estime que les principaux objectifs de la CAS 2000 étaient :
- appuyer le développement humain en consolidant le développement à long terme par l'amélioration de la qualité de l'éducation de base et de la qualité des soins et par la consolidation du développement municipal et urbain ;
- l'intégration de la Tunisie aux marchés de l'Union européenne en appuyant les réformes économiques (renforcement du secteur financier et libéralisation des télécommunications) ;
- de nouvelles initiatives pour moderniser le cadre institutionnel et technologique (promotion du développement des exportations par la facilitation du commerce et la préservation du patrimoine culturel et diversification des produits touristiques).

## Données sociales
| Législation du travail            | Législation du travail                          |
| Travail                           | Travail                                         |
| --------------------------------- | ----------------------------------------------- |
| SMIG (40 heures) SMIG (48 heures) | 323,439 dinars par mois 378,560 dinars par mois |
| Durée hebdomadaire du travail     | 40 à 48 heures                                  |
| Congés payés annuels              | 12 à 24 jours                                   |
| Retraite                          |                                                 |
| Âge de la retraite                | 60 ans                                          |
| Pension de vieillesse             | 40 % du salaire moyen de référence              |
| Sources : Jurisite Tunisie,       |                                                 |

La taille de la classe moyenne est souvent mise en avant par le gouvernement pour illustrer la justesse de ces choix économiques alors que les programmes sociaux absorbant 14,1 % du budget national en 1999 ont permis de réduire la part de ménages en dessous du seuil de pauvreté de près de 30 % en 1960 à 6 % en 1995 et 3,8 % en 2008 avec l'appui du Fonds de solidarité nationale et de la Banque tunisienne de solidarité. Par ailleurs, plus de 80 % des Tunisiens possèdent leur logement mais, si l'on prend en compte les revenus et le pouvoir d'achat, il semble que la classe moyenne s'amenuise de façon imperceptible au cours des années 2000 selon Hacine Dimassi, professeur d'économie à l'université de Sousse : 
« Cela n'apparaît pas clairement pour deux raisons : les Tunisiens ont de plus en plus tendance à multiplier les petits emplois, quitte à avoir des journées de forçat, et ils vivent à crédit. »
Parmi les facteurs dont le coût augmente, l'eau, le téléphone ou l'électricité, sur lesquels la TVA est de 16 %, l'alimentation, qui a fait un bond de 10 % entre 2007 et 2008 ou l'essence augmentée à huit reprises à partir de 2006, soit de 40 %.
D'après le rapport Global Wealth, publié en août 2023 par Crédit suisse et UBS, la richesse moyenne des Tunisiens à fin 2022 s'établit à 21 100 dollars, soit environ 65 100 dinars. Le rapport indique également que 61,5 % des adultes tunisiens dispose d'une fortune de moins de 10 000 dollars (environ 30 000 dinars), alors que 0,1 % de la population adulte détient une fortune de plus d'un million de dollars (trois millions de dinars).
Dans ce contexte, le coefficient de Gini, calculé sur la distribution des dépenses de consommation des ménages, s'est maintenu aux environs de 0,40 (légère concentration des revenus) et les parts de dépenses de chacun des deux déciles les plus pauvres n'ont augmenté que marginalement au cours des années 1990. Entre 1990 et 1995, le coefficient pour le milieu urbain s'est légèrement détérioré mais celui pour le milieu rural est demeuré inchangé. À l'inverse, entre 1995 et 2000, le coefficient s'est légèrement détérioré en milieu rural tout en demeurant inchangé en milieu urbain. L'enquête nationale sur le budget et la consommation des ménages menée en 2000 montre que les 20 % des Tunisiens les plus riches comptent pour 47,3 % de la consommation totale alors que les 20 % les plus pauvres ne représentent que 6,9 % du total de la consommation. De plus, la dépense moyenne des 10 % les plus riches représente six fois celle des 10 % les plus pauvres. Par ailleurs, la dépense moyenne par personne des 10 % les plus riches du gouvernorat de Tunis représente 11,4 fois la dépense moyenne par personne des 10 % les plus pauvres vivant dans le centre-ouest du pays. Ce ratio explique en partie les raisons du flux migratoire de l'intérieur du pays vers les régions côtières.
Une nouvelle culture du crédit a fait son apparition au début des années 2000. Elle est marquée par un rapide changement de comportement des Tunisiens qui adoptent un mode de consommation plus proche de celui des pays développés. Le logement représente encore la principale source d'endettement. Alors que 80 % des Tunisiens sont propriétaires, le remboursement des crédits immobiliers pèserait près de 40 % du revenu des ménages selon la presse locale. Toutefois, les prêts à la consommation enregistrent une forte progression en 2006 et soutiennent un taux record en matière de dépenses ménagères. Ainsi, les Tunisiens recourent de plus en plus au crédit pour des biens tels que l'électronique, les produits ménagers ou l'ameublement. La quasi-totalité des commerces offre dans ce cadre des plans de remboursement à long terme et certains magasins signalent que plus de 80 % de leur clientèle ont recours au crédit pour effectuer leurs achats. Selon les chiffres publiés par la Banque centrale de Tunisie en septembre 2006, le nombre total de crédits à la consommation aurait doublé à partir de 2003 et totaliserait 3,95 milliards de dollars. Le total de la population active endettée totaliserait 668 000 personnes en 2006, contre 50 000 en 2003, pour une population totale d'environ dix millions d'habitants.

## Plans de développement
La Tunisie choisit de procéder périodiquement à l'élaboration de plans de développement économique qui constituent un cadre d'orientation pour la réalisation d'objectifs visant la croissance économique et le progrès social du pays. À ce jour, treize plans ont été adoptés :
- 31 mai 1962 : Ier plan (1962-1964)[154] ;
- 29 mai 1965 : IIe plan (1965-1968)[155] ;
- 1er juin 1969 : IIIe plan (1969-1972)[156] ;
- 3 août 1973 : IVe plan (1973-1976)[157] ;
- 27 juillet 1977 : Ve plan (1977-1981)[158] ;
- 3 août 1982 : VIe plan (1982-1986)[159] ;
- 25 juillet 1987 : VIIe plan (1987-1991)[160] ;
- 4 juillet 1992 : VIIIe plan (1992-1996)[161] ;
- 25 juillet 1997 : IXe plan (1997-2001)[162] ;
- 25 juillet 2002 : Xe plan (2002-2006)[163] ;
- 17 juillet 2007 : XIe plan (2007-2011)[164] ;
- 19 juillet 2010 : XIIe plan (2010-2014)[165] ;
- 25 avril 2017 : XIIIe plan (2016-2020)[166].

## Principales entreprises
Même si le mouvement de désengagement de l'État débute en 1987, celui-ci reste le patron de quelque 120 grandes entreprises pesant pour un cinquième du PIB tunisien et couvrant les secteurs des communications, de l'électricité et de l'eau, des hydrocarbures et des services financiers clés. Ceci perpétue une tradition où l'État joua un rôle de précurseur en matière d'investissements, de gestionnaire puis de protecteur du secteur privé naissant, l'épargne disponible à l'indépendance et le manque d'intérêt des investisseurs étrangers ne permettant pas alors de lancer des projets suffisamment rentables.
Un classement des principales entreprises tunisiennes est établi annuellement par l'hebdomadaire Jeune Afrique d'après leur chiffre d'affaires respectif :
| Rang                    | Société                 | Activité                        | Chiffre d'affaires 2023 (millions de dollars) | Résultat net 2023 (millions de dollars) |
| ----------------------- | ----------------------- | ------------------------------- | --------------------------------------------- | --------------------------------------- |
| 1                       | STEG                    | Eau, électricité et gaz         | 1 872                                         | Non disponible                          |
| 2                       | Poulina Group Holding   | Groupe diversifié               | 1 043                                         | 39                                      |
| 3                       | Groupe Elloumi          | Groupe diversifié               | 981                                           | Non disponible                          |
| 4                       | ETAP                    | Énergie                         | 840                                           | 118                                     |
| 5                       | Vivo Energy Tunisie     | Énergie                         | 578                                           | 10                                      |
| 6                       | Tunisair                | Transport                       | 480                                           | Non disponible                          |
| 7                       | Délice Holding          | Agro-industrie                  | 420                                           | 29                                      |
| 8                       | SFBT                    | Agro-industrie                  | 413                                           | 85                                      |
| 9                       | Tunisie Télécom         | Télécommunications              | 397                                           | Non disponible                          |
| 10                      | Carrefour Tunisie       | Commerce                        | 396                                           | 10                                      |
| 11                      | One Tech Group          | Équipements électriques         | 332                                           | 11                                      |
| 12                      | Société Magasin général | Commerce                        | 295                                           | -10                                     |
| 13                      | SAH-Lilas               | Chimie, caoutchouc et plastique | 273                                           | 11                                      |
| 14                      | Ennakl Automobiles      | Industrie automobile            | 214                                           | 13                                      |
| 15                      | SNMVT-Monoprix          | Commerce                        | 205                                           | 2                                       |
| Sources : Jeune Afrique |                         |                                 |                                               |                                         |

Le secteur privé reste pour sa part dominé par une vingtaine de groupes, souvent familiaux et constitués en conglomérats hétérogènes (industrie, distribution, banque, etc.), qui peinent à se concentrer sur une activité dominante. Les trois principaux sont les groupes Amen, Poulina et One Tech, suivis de groupes plus modestes comme Mabrouk, Chaïbi, Bayahi, Mzabi, Meddeb, Chaabane, Bouricha, Ben Yedder, Chakira, Elloumi ou encore Med Business Holding.